# 경기대학교
경기대학교(京畿大學校, Kyonggi University)는 경기도 수원시 영통구 이의동에 위치한 수원캠퍼스와 서울특별시 서대문구 충정로2가에 위치한 서울캠퍼스로 이루어진 대한민국의 사립대학이다. 8개 단과대학에 25개 학과, 17개 학부, 38개 전공이 설치되어 있고 10개 대학원이 설치되어 있다. 10개의 부속기관과 평생교육원, 국제교육원, 국제교육원, 원격교육원의 부설교육기관, 22개의 부설연구소는 활발한 연구 활동으로 학문과 지역 사회 발전에 기여하고 있다.

## 학교 연혁
경기대학교의 연혁은 다음과 같다.
- 1917         경기학당 7개과 설립
- 1947.11.08  조양보육사범학교를 서울특별시 종로구 연지동 265번지에 설립함. 2년제 본과 40명,                  1년제 전수과 40명
- 1954.04.15  조양보육초급대학으로 승격하고, 보육과, 교육무용과, 아동문학과(각 50명)의 3과를                                                                           설치함.
- 1955.01.25  조양보육초급대학을 재단법인 하초학원에서 인수.
- 1955.03.07  재단법인 한진달재단이 재단법인 하초학원으로 설립자 변경.
- 1955.04.01  학장 조명기 박사, 이사장 김법린 선생 취임.
- 1955.04.09  아동문학과를 국문학과(50명)로 변경 인가.
- 1955.04.11  조양보육초급대학을 경기여자초급대학으로 교명 변경.
- 1957.11.27  소성 손상교 선생께서 하초학원 인수 및 재단법인 경기학원으로 인가 받음.  초대 이사장에 손희장 선생 취임.
- 1957.12.03  제2대 이사장에 백성욱 선생 취임.
- 1957.12.28  경기여자초급대학을 경기초급대학으로 변경하고 남녀공학을 실시함.
- 1958.04.07  보육과, 교육무용과, 국문학과 3개과를 보육과, 문학과(국문학, 영문학전공), 상학과로 변경인가 - 각 50명씩 정원 150명
- 1958.09.23  경대학보 창간.
- 1959.02.16  보육과, 문학과, 상학과를 문과(50), 보육과(20), 상경과(80)로 변경.
- 1959.03.17  2부(야간)에 국문과(30명), 영문과(20명), 상경과(80명)의 3개과 설치 인가 받음.
- 1960.02.20  법과(30명)를 신설, 문과를 국문(30명)과 영문전공(20명)으로 나누고, 상경과를 상과(40명)로 변경, 보육과 정원을 줄임(10명).
- 1960.12.13  제3대 이사장에 손희장 선생 취임.
- 1961.05.27  상과를 상경과로 변경하고 상학전공(40명), 경제전공(40명)으로 나눔.
- 1962.02.27  문과, 상경과, 법과를 폐과하고, 경기초급대학을 경기실업초급대학으로 교명을 변경하고 야간부를 설치함                                         - 주간부 105명(보육과 40명, 의상과 25명, 상과 40명), 야간부 60명(의상과 20명, 상과 40명)                                                                         - 총 학생수 165명
- 1962.03.19  1부(주간) 3개과(공예과25명, 토목건축과30명, 관광과40명) 및 2부(야간) 2개과(공예과 20명, 토목건축과 40명)의 증설 인가를 받음.
- 1963.01.21  토목건축과를 토목공학과(40명)와 건축공학과(40명)로 개편 설치하고, 의상과를 가정과(40명)로 변경하고, 행정실무과(40명)를 신설함.
- 1963.12.16  경기대학(4년제) 신설 인가를 받아 문리학부(국어국문학과20명, 가정학과30명)와 정경학부(상학과20명, 행정학과20명, 관광과20명)를 설치함(정원 110명), 2부 학과(행정실무과, 상과, 관광과, 경영과) 전폐
- 1964.01.18  ʻ재단법인ʼ을 ʻ학교법인ʼ으로 변경함.
- 1964.02.15  초급대학 1부의 공예과, 관광과, 상과, 행정실무과 및 2부의 토목공학과(40), 건축공학(40), 가정과(40), 보육과(40)를 폐과하고, 공예과를 경영과(40)로 변경함.
- 1964.04.14  경기대학교 초대학장에 손상교 선생 취임.
- 1964.11.07  학부 강의실 및 도서관 준공.
- 1964.12.28  학부에 교직과정 설치인가를 받음.
- 1965.01.06  학부 가정학과를 폐과하고 경영학과(40명)로 개편함.
- 1965.01.11  학부 관광학과를 관광경영학과(20명)로 과명 변경하고 정경학부로 옮김.
- 1966.10.13  제4대 이사장에 전병두 선생 취임.
- 1966.10.26  제2대 학장으로 이외윤 교수 취임.
- 1967.06.19  제5대 이사장에 최형규 이사 취임.
- 1968.08.12  전병두 선생 학장 서리로 취임.
- 1968.11.27  제6대 이사장에 김갑수 선생 취임.
- 1969.01.06  학부 상학과를 무역학과(20명)로 개편함. 초대 1부 보육과, 2부 상과를 폐과, 1부에 관광과(20명), 2부에 가정과(20명)를 신설, 2부 경영과를 경영실무과(20명)로 개명.
- 1969.06.18  제3대 학장에 전병두 선생 취임.
- 1970.03.09  제7대 이사장에 신능순 선생 취임.
- 1970.12.01  본부교사(금화관) 준공.
- 1971.01.05  학부 문리학부에 체육학과(30명) 신설.
- 1971.10.07  R.O.T.C.설치 인가.
- 1971.12.15  기숙사 시설 및 R.O.T.C.본부 준공.
- 1971.12.31  학부 체육학과, 관광경영학과에 각 10명씩 증원.
- 1972.02.28  본부교사에 연결하여 체육관(강당 겸용) 준공.
- 1972.05.15  제8대 이사장에 홍낙선 선생 취임.
- 1972.12.26  초급대학 1,2부에 관광통역과(30명) 신설함.
- 1973.12.28  학부에 2부를 설치, 4개 학과(관광경영학과 30명, 무역학과 30명, 경영학과 30명, 행정학과 30명) 신설.
- 1973.12.29  초급대학 2부의 5개 학과(관광과, 가정과, 행정실무과, 관광통역과, 경영실무과)를 폐과하고, 1부의 관광과 10명, 관광통역과 20명을 증원함.
- 1974.12.21  학부(1부)의 국어국문학과, 무역학과, 행정학과 각 10명씩 증원.
- 1975.08.16  대강당(지하강당) 준공.
- 1978.02.04  경기실업초급대학을 폐교함과 동시 문리학부에 영어영문과(30명), 정경학부에 회계학과(40명)를 신설.
- 1978.10.07  2부에 토목공학과(50명), 건축공학과(50명)를 신설하고, 경영학과, 무역학과에 각50명씩 증원.
- 1979.01.10  경기도 용인군 수지면 이의리 산 94-6번지로 대학 이전 인가를 받고, 6개 학과(경영학과 80명, 회계학과 40명, 관광개발학과 40명, 토목공학과 40명, 건축공학과 40명, 공업경영학과 40명)를 신설.
- 1979.08.27  수원교사에서 개강함.
- 1979.09.22  수원교사 문리학부에 3개학과(독어독문학과 40명, 불어불문학과 40명, 일어일문학과 40명), 정경학부에 3개 학과(경제학과 40명, 통계학과 40명, 전자계산 40명), 서울교사(2부)에 3개 학과(국어국문학과 40명, 영어영문학과 40명, 회계학과 40명)를 신설, 서울교사(2부)의 영어영문학과, 행정학과 각 10명씩 증원.
- 1979.10.17  수원교사 제1강의동 진리관 준공.
- 1979.12.05  대학원 설치인가(석사과정 : 경영학과, 무역학과, 행정학과 총 30명).
- 1980.07.01  전자계산소 설립.
- 1980.10.02  서울교사(2부)에 2개 계열(법정계, 상경계)을 신설하고, 상경계(40명), 어문계(20명), 법정계(20명)를 증원, 수원교사에 사학과(40명), 이학계(120명), 법정계(40명), 응용미술학과(40명)를 신설하고, 어문학계(40명), 법학계(10명), 이학계(10명)를 증원.
- 1980.11.03  대학원에 체육학과 신설(경영학과, 무역학과, 행정학과, 체육학과 50명).
- 1980.12.05  통계학과를 응용통계학과로 변경.
- 1980.12.30  수원교사 제2강의동(성신관), 제3강의동(애경관), 및 학생회관(1층) 준공.
- 1981.02.22  제9대 이사장에 조명기 이사 취임.
- 1981.03.01  제4대 학장으로 홍낙선 이사장 취임.
- 1981.10.20  수원교사 상경계 60명을 증원하고, 공업경영학과를 산업공학과로 변경.
- 1981.11.25  대학원 박사과정에 3개 학과(경영학과, 무역학과, 행정학과)의 정원 10명이 신설되고, 석사과정 2개학과(국어국문학과, 관광경영학과)를 신설함과 동시 정원 60명으로 증원.
- 1982.03.01  대학본부를 수원으로 이전함.
- 1982.10.05  수원교사에 도서관학과(40명)를 신설하고, 건축공학과 10명을 증원함.
- 1982.11.22  석사학위 과정에 영어영문학과를 신설함.
- 1983.02.15  행정구역 조정에 의거 수원시 이의동 산 94-6번지로 주소 변경.
- 1983.09.08  수원교사에 중어중문학과(30명)를 신설하고, 전자계산학과 30명 증원함.
- 1983.10.12  제5대 학장에 김한주 박사 취임.
- 1983.10.27  대학박물관으로서는 최초로 농경박물관이 부속기관으로 설치됨.
- 1983.11.03  수원교사 제4강의동(예지관), 중앙도서관, 학생회관(2~4층)을 준공함.
- 1983.11.29  대학원 석사과정에 경제학과, 회계학과 신설되고, 박사과정에 국어국문, 관광경영학과가 설됨과 동시 10명 증원됨.
- 1984.10.05  6개 단과대학(인문, 법정, 경상, 이과, 공과, 예체능대학)으로 구성된 종합대학으로 개편 인가와 동시에 회화과 40명, 사회복지학과 40명 신설하고, 중어중문학과 10명 증원 인가
- 1984.10.26  제5강의동(덕문관) 준공.
- 1984.11.27  행정대학원(일반행정, 도시및지역개발행정, 안보행정, 부동산관리전공)이 석사과정 정원 60명으로 신설.
- 대학원 석사과정에 독어독문학과, 사학과, 법학과, 관광개발학과, 물리학과, 화학과의 6개 학과가 증설되어 총 15개 학과 정원 90명으로 인가됨.
- 1985.03.02  초대 총장에 김한주 박사 취임.
- 1985.07.15  제10대 이사장에 손종국 박사 취임.
- 1985.10.31  제6강의동 (광교관) 준공.
- 1987.08.15  수원교사 학생기숙사 기공.
- 1987.10.23  수원교사에 법정대학 교정학과 40명, 경상대학 경영정보학과 40명, 이과대학 생물학과 40명, 식품가공학과 40명, 공과대학 재료공학과 40명, 환경공학과 40명, 전자공학과 40명 신설.
- 1987.11.09  교육대학원(국어교육전공, 영어교육전공, 일반사회교육전공, 수학교육전공, 과학교육전공, 공업교육, 체육교육전공)이 신설됨.
- 대학원 석사과정에 수학과, 토목공학과를 신설하고, 박사과정에 영어영문학과, 법학과, 경제학과, 화학과를 신설함.
- 행정대학원을 경영행정대학원으로 개편하고 경영정보관리학과, 재무회계관리학과, 관광관리학과, 무역학과를 신설함.
- 1988.08.27  우영섭 교수(K up관리실장) 총장 직무대행 위촉.
- 1988.10.27  <(수원교사) 단과대학 개편>   경상대학 - 경상대학(6과 390명), 관광대학(3과 130명)   학과소속 변경 : 경상대학의 관광경영(50명), 관광개발학과(50명)를 관광대학으로, 관광대학에 호텔경영학과(40명) 신설, 예체능대학에 공예디자인학과(40명) 신설.  정원 감축 : 관광경영학과 10명, 응용미술학과 10명, 화학과 10명.  정원 증원 : 생물학과 10명, 환경공학과 10명, 전자공학과 10명.  <(서울교사) 단과대학 개편>  경상대학 - 경상대학(4과 240명), 관광대학(1과 40명)  학과소속 변경 : 경상대학의 관광경영학과(40명)를 관광대학으로 변경.
- 1988.10.30  수원교사 기숙사 준공(5,446m2).
- 1988.11.30  경영행정대학원(120명 5개 학과)를 폐지하고, 행정대학원(행정학과 70명) 설치, 경영대학원 5개학과 (경영정보학과, 회계학과, 관광경영학과, 무역학과, 경영학과) 65명 설치.  교육대학원에 상업교육, 전자계산교육, 미술교육, 교육행정전공을 신설하고, 정원80명을 103명으로 증원함과 동시에 영어교육전공을 외국어교육전공으로 변경함.  대학원 석사과정에 건축공학과를 신설하여 정원 114명을 144명으로 하고, 박사과정에 회계, 토목공학, 체육학과를 신설함과 동시에 정원 56명을 87명으로 증원함.
- 1988.12.20  제2대 총장에 나민수 박사 취임.
- 1989.08.03  총장 서리에 박노우 박사 취임.
- 1989.09.19  제7강의동 준공(수원).
- 1990.07.02  제3대 총장에 박노우 박사 취임.
- 1990.09.04  부설교육기관으로 사회교육원 설립인가.
- 1991.10.22  수원교사에 2부 대학(4개 학과 60명) 설치, 지역개발, 전자계산, 산업공학, 전자공학과 신설.
- 1991.11.15  산업정보대학원 6개 학과(건축공학, 토목공학, 산업공학, 재료공학, 환경공학, 전자계산학과) 60명 신설.
- 1992.07.20  제8강의동 준공(수원).
- 1992.07.28  행정대학원 정원 70명을 90명으로 증원하고, 대학원 석사l과정에 응용통계, 전자계산, 산업공학과를 신설하고, 동 과정 144명을 174명으로 하며, 박사과정에 건축공학과를 신설하고 동과정 정원 105명을 115명으로 하며, 경영대학원 정원 65명을 90명으로 증원함.
- 1992.07.31  공과대학 교통공학(50명), 환경공학(야:30명), 재료공학(야:30명)를 신설함. 인문대학 영어영문 (20명), 경상대학 경제(5명), 경영(35명), 무역(5명), 회계(5명), 응용통계(5명)를 감원하여 예체능 대학 산업디자인(5명), 회화(10명), 공예디자인(10명), 체육(25명), 사회체육(25명)에 자체조정에 의한 증원.
- 1993.07.28  제4대 총장에 손종국 박사 취임.
- 1993.08.05  제11대 이사장에 추성수 박사 취임.
- 1993.09.03  관광대학 관광개발학과 10명 정원 감축. 예체능대학 공예디자인학과, 산업디자인학과 각 5명씩 증원됨.
- 1994.09.05  수원교사 공과대학에 기계공학(주:40명, 야: 40명), 화학공학(30명), 법정대학에  러시아학(야: 40명), 교정(야:40명), 경상대학에 국제통상(야:40명), 산업재산권(야:40명), 관광대학에 조리과학(야:40명)이 신설되고, 공과대학 재료공학(야), 환경공학(야)이 각 10명씩 증원됨.
- 1994.10.21  조형대학원(미술학과, 산업디자인학과, 공예디자인학과) 60명, 건축대학원(건축설계전공, 건축역사·이론전공, 건축기술·구조전공, 도시설계전공) 40명 신설됨.    산업정보대학원에 식품가공학과, 전자공학과가 신설되고, 교육대학원에 청소년지도교육전공, 역사교육전공을 신설하여 정원148명에서 178명으로 증원.
- 1995.10.18  통일안보대학원 4개 전공(북한정치경제, 안보, 정책학, 군사정책전공)30명, 국제관계대학원 4개 전공(국제언론학, 국제정치학, 북한학, 동북아전공)30명 신설 인가됨.  대학원 석사과정에 재료공학과(30명), 전자계산학과(30명), 산업정보대학원에 생물공학과(6명) 신설됨.  경영대학원(10명), 행정대학원(10명), 건축대학원(20명) 증원됨.
- 1995.10.23  교육대학원에 30명이 증원되어 정원 208명이 됨.
- 1996.07.28  제5대 총장에 손종국 박사 취임.
- 1996.10.24  인문대학에 청소년학과(야:30명) 신설되고, 공과대학 기계공학과(야)에 10명 증원됨.
- 1996.11.02  관광산업대학원 4개 학과(관광경영학과, 레저K up학과, 호텔관리학과, 외식경영학과) 정원 20명 신설됨.  대학원 석사과정에 4개 학과(일어일문, 호텔경영, 사회복지, 식품가공학과)가 신설되고, 32명이 증원, 박사과정에 10명이 증원됨. 행정대학원에 1개 전공(보호행정전공)이 신설되고 10명이 증원되었으며, 교육대학원에 2개 전공(교육정보공학전공, 초등교육전공)이 신설되고, 30명 증원됨.  경영대학원에 물류·유통경영전공이 신설되고, 3개 전공이 명칭 변경(국제경영→글로벌 경영전공, 재무관리→재무금융경영전공, 경영정보시스템, 회계학→회계정보관리전공) 되고, 2개 전공(관광관리, 호텔 관리전공)이 소속변경(관광산업대학원으로)으로 폐지됨.  국제관계대학원에 2개 전공이 명칭 변경(동북아→동아시아전공, 북한학→한국학전공) 되고, 건축대학원 및 통일안보대학원에 각 10명씩 증원됨.
- 1997.10.25  정보과학대학원 5개 전공(정보처리, 정보통신, 멀티미디어, 컴퓨터 그래픽스, 응용정보통계)입학정원 50명 신설됨.  대학원 석사과정에 1개 학과(생물학과)가 신설되고 10명이 증원되었으며, 1개 학과가 명칭 변경 (식품가공학과→식품생물공학과) 되고 입학정원이 142→152명으로 증원됨   박사과정에 2개 학과(재료공학과, 산업공학과)가 신설되고 7명이 증원되어 입학정원이 60→67명으로 증원됨.  관광산업대학원에 10명이 증원되고 2개 학과가 명칭 변경(레져K up학과→레져산업학과, 외식경영학과→외식산업경영학과) 되고 입학정원이 20→30명으로 증원됨.  통일안보대학원에1개학과(북한사회복지학과)가 신설되고 10명이 증원되고, 4개 학과가 명칭 변경 (북한정치·경제전공→북한정치·경제학과, 정책학전공→정책학학과, 안보전공→안보학과, 군사정책전공→군사정책학과) 되었으며 입학 정원이 22→32명으로 증원됨.  국제관계대학원→국제대학원으로 명칭 변경되고, 2개 학과(국제통상법학과, 국제금융선물학과)가 신설, 18명이 증원되고, 4개 학과가 명칭 변경(국제언론학전공→국제언론학과, 국제정치학전공→국제정치학과, 동아시아학전공→동아시아학과, 한국학전공→한국학과) 되었으며 입학정원이 12→30명으로 증원됨.  산업정보대학원에 2개 학과(도시 및 교통공학과, 공업화학과)가 신설, 10명이 증원되고, 입학 정원이 27→37명으로 증원됨.  행정대학원에 3개 전공(환경정책, 지역경제·경영, 교통정책)이 신설되고, 10명이 증원되었으며, 입학 정원이 50→60명으로 증원됨.
- 1997.11.01  교육대학원에 2개 전공(기술교육, 사서교육)이 신설되고 30명이 증원되어 입학 정원이 113명에서 143명으로 증원됨.
- 1997.11.05  수원교사 예체능대학 미술학부(야간)에 2개 전공(미술평론학, 조각) 80명이 신설되고, 예체능 대학 체육학부(야간)에 3개 전공(체육경영, 경기지도, 경호행정) 150명이 신설되고, 인문대학 한국·동양어문학부(야간)에 1개 전공(문예창작학) 30명이 신설되고, 법정대학 사회과학부(야간)에 1개 전공(행정학) 30명이 신설되고, 경상대학 경영학부(야간)에 1개 전공(경영학) 30명이 신설되고, 경제학부(야간)에 1개 전공(응용정보통계) 30명이 신설되고, 관광대학 관광학부(야간)에 1개 전공(이벤트학) 40명이 신설되고, 공과대학 첨단산업공학부에 10명이 증원됨.  서울교사 예체능대학 예술학부(야간)에 1개 전공(다중매체영상학 40명) 신설 등 총 275명이 신설 및 자체 조정됨.  수원교사 법정대학 사회과학부(+5), 경상대학 경제학부(+10), 경영학부(+25), 공과대학 전자·기계공학부(+10), 예체능대학 체육학부(+10), 서울교사 인문대학 한국·동양어문학부(+10), 서양어문학부(+10), 법정대학 사회과학부(+5), 경상대학 경제학부(+10), 경영학부 (+70명) 등 총 165명이 자체 조정됨.  - 학과명칭 변경  교통공학과→도시·교통공학전공, 재료공학과→신소재공학전공, 조리과학과→조리학 전공  - 학부분리  법정학부(165명)를 법학부(40명), 사회과학부(125명)로 분리  - 학부명칭 변경   전자계산학부→정보과학부, 전자·신소재공학부→전자·기계공학부, 일반공학부→첨단산업공학부  - 학과소속 변경  교통공학전공이 건설공학부→첨단산업공학부, 재료공학전공이 전자·신소재공학부→첨단산업공학부, 건축공학전공이 일반 공학부→건설공학부, 기계공학전공이 일반공학부→전자·기계공학부- 단과대학 소속변경  청소년학과가 인문대학→법정대학 사회과학부
- 1997.11.08  개교 50주년 행사.
- 1997.12.22  건축대학원이 건축전문대학원으로 개편.
- 1998.09.09  제9강의동 준공.
- 1998.10.19  수원교사의 국제지역학부(야) 80→국제학부(주) 80으로 개편되고, 관광학부(야) 80→관광학부(주) 80으로 개편됨.
- 1998.11.02  수원교사 미술학부(야) 80→미술학부(주) 60으로 개편, 야간 20명은 서울교사 다중매체영상학부로 전환됨.
- 서울교사의 예술학부(야) 40→다중매체영상학부(야) 60으로 명칭 변경되고 연기전공 20, 매체전공 20, 애니메이션전공 20명을 둠.
- 1998.11.13  경영대학원 인사·노사관리전공+물류·유통경영전공+글로벌경영전공→경영학전공(인사조직, 세무·회계, 물류·유통, 정보·통신경영전공)으로 변경 되고, 재무·금융경영전공→재무·금융공학전공으로 명칭 변경되고, 서비스경영전공→서비스경영공학전공, 관광서비스경영전공으로, 창업 및 프랜차이징 경영전공→외식벤처창업전공, 외식서비스경영전공으로 각각 분리 개편됨.  국제대학원 국제언론학과→국제재무·회계학과, 국제정치학과→국제지역학과, 동아시아학과→국제호텔학과, 국제통상법학과→국제통상학과로 명칭 변경되고, 통일안보대학원 북한정치경제학과→통일정책학과, 안보학과→전략정보학과, 정책학과→북한관광개발학과, 군사정책학과→외교국방학과, 북한사회복지학과→사회복지학과로 명칭 변경되고, 관광산업대학원→관광대학원으로, 레저산업학과→관광개발학과로 명칭 변경되고,행정대학원 외교 및 안보행정전공→안보행정전공, 세법 및 부동산관리전공→부동산관리전공,사법·공안행정전공→사법행정전공으로 명칭 변경되고, 관광정책전공이 신설됨.  산업정보대학원 재료공학과→신소재공학과, 생물공학과→의학생물학과로 명칭 변경되고, 정보과학대학원 응용정보통계전공→정보관리자전공으로 명칭 변경되었음.  군위탁생정원 41명을 별도로 둠.
- 1999.03.11  수원캠퍼스 주간에 7개 대학(인문, 법정, 경상, 관광, 이과, 공과, 예체능), 17개 학부(한국·동양어문학부, 서양어문학부, 인문학부, 법학부, 사회과학부, 국제학부, 경제학부, 경영학부, 관광학부, 자연과학부, 정보과학부, 건설공학부, 첨단산업공학부, 전자·기계공학부, 디자인공예학부, 미술학부, 체육학부),수원캠퍼스 야간에 6개 대학(인문, 법정, 경상, 이과, 공과, 예체능), 9개 학부(한국·동양어문학부, 사회과학부, 경제학부, 경영학부, 정보과학부, 건설공학부, 첨단산업공학부, 전자·기계공학부, 체육학부), 서울캠퍼스 야간에 6개 대학(인문, 법정, 경상, 관광, 공과, 예체능), 9개 학부(한국·동양어문학부, 서양어문학부, 법학부, 사회과학부, 경제학부, 경영학부, 관광학부, 건설공학부, 다중매체영상학부)를 3개 총괄학부(인문예술총괄학부, 사회과학총괄학부, 이공총괄학부), 19개 학부(한국·동양어문학부, 서양어문학부, 인문학부, 교양교직학부, 디자인공예학부, 미술학부, 다중매체영상학부, 법학부, 국제학부, 사회과학부, 경제학부, 경영학부, 관광학부, 자연과학부, 정보과학부, 건설공학부, 전자·기계공학부, 첨단산업공학부, 체육학부)로 조정함.
- 1999.10.29  <정원감축 및 전공신설>  - 한국동양어문학부 정원감축(-5), 서양어문학부 정원감축(-15)→인문학부 아동학전공 신설.  - 자연과학부 정원감축(-30), 첨단산업공학부 정원감축(-15), 전자·기계공학부 정원감축(-5)  - 서울교사 다중매체영상학부 정치매체관리학전공(20), 전자디지털음악전공(20) 신설.  - 사회과학부 경찰행정학전공, 체육학부 골프지도학전공 신설.  - 서울교사 건축학부 정원감축(-2)  <정원증원>  - 다중매체영상학부 연기전공 자체조정 증원(-10)  <명칭변경>  -미술학부 미술평론학전공→미술경영학전공, 조각전공→환경조각전공  - 체육학부 체육경영학전공→스포츠경영학전공, 경기지도학전공→레저스포츠학전공  경호행정학전공→경호안전학전공  - 다중매체영상학부 매체전공→다중매체전공  <학부분리>  - 건설공학부 170(40) → 건축학부 60, 토목·환경공학부 110(40)
- 1999.11.02  대학원 석사과정 45명을 증원하여 정원 147명을 192명으로 하고, 박사과정 20명 증원하여 정원 67명을 87명으로 함.석사과정에 인문사회계열에 교정학과, 외식조리관리학과, 산업재산권학과, 국제통상학과를 신설하고, 공학계열에 도시교통공학과, 기계공학과, 화학공학과, 예체능계열에 사회체육과를 신설.
- 1999.11.02  또한 박사과정 인문사회계열에 호텔경영학과, 응용정보통계학과, 자연과학계열에 식품생물공학과, 생물학과가 신설되었고, 공학계열은 환경공학과, 전자공학과가 신설됨.  학과간 협동과정 박사과정 의학물리학과 3명을 신설함.  전문대학원의 석사과정45명 증원하여 정원 50명을 95명으로 하고, 박사과정 신설하여 17명으로 함.  건축전문대학원 박사과정 신설하여 12명으로 하고, 건축설계학과에 건축계획전공, 건축역사·이론전공, 도시환경전공, 컴퓨터그래픽전공 신설함.  통일안보대학원 신설하여 석사과정 45명, 박사과정 5명으로 하고 석사과정에 전략정보학과, 외교국방학과, 사회복지학과를 폐지, 북한관광개발학과→북한개발학과로 변경, 안보정책학과 신설.특수대학원 석사과정 114명 증원하여 정원 446명을 560명으로 함.  행정대학원 석사과정10명 증원하여 정원60명을 70명으로 하고, 행정학과의 안보행정, 환경정책, 교통정책, 관광정책전공을 폐지하고, 보호행정전공→교정·보호행정전공 명칭 변경하고, 사회복지전공→사회복지정책전공으로 학과변경하고, 경찰행정전공, 청소년육성정책전공, 직업상담전공 신설, 사회복지학과 신설하여 사회복지정책전공을 이관하고, 임상가족치료전공, 청소년 복지전공, 노인복지전공을 신설함.  교육대학원 석사과정 70명 증원하여 정원 143명을 213명으로 하고, 외국어교육전공 폐지, 과학교육전공→과학교육전공(물리, 화학, 생물) 변경, 교육정보공학교육전공→교육정보공학전공으로 명칭 변경, 영어교육전공, 일어교육전공, 중국어교육전공으로 전공분리하고, 상담교육, 관광교육전공을 신설함.  산업정보대학원의 전자계산학과, 공업화학과, 식품가공학과를 폐지하고, 건축공학과→건축공학전공, 토목공학과→토목공학전공, 산업공학과→산업공학전공, 환경공학과→환경공학전공, 전자공학과→전자공학전공, 도시 및 교통공학과→도시 및 교통공학 전공, 신소재공학과→신소재공학전공, 의학생물학과→의학생물학전공 명칭 변경하고, 특성분석전공, 품질경영전공, 기계공학전공, 전파공학전공, 소방학전공을 신설함.
- 1999.11.02  조형대학원 석사과정 6명 증원하여 정원 24명을 30명으로 하고, 미술경영전공을 신설.  통일안보대학원을 폐지하고, 통일안보전문대학원으로 변경함.  관광대학원 석사과정 20명을 증원하여 정원 30명에서 50명으로 함.    정보과학대학원 석사과정 10명 감원하여 정원 50명을 40명으로 함.  전통예술감정대학원 신설하고 석사과정 30명으로 하여 고미술감정학과에 고미술감정전공, 문화재보존처리전공, 서화예술학과에 서예전공, 전통화전공, 공예예술학과에 옥공예전공, 도자공예전공을 설치함.
- 2000.02.25  소성미술관 설치.
- 2000.07.18  대학원 석사과정 18명 증원하여 정원 192명을 210명으로 하고, 박사과정 22명 증원하여 87명을 109명으로 함.  석사과정에 중어중문학과, 경영정보학과, 청소년학과, 한국화학과, 서양화학과를 신설하고, 박사과정에 일어일문학과, 사학과, 사회복지학과, 교정학과, 외식조리관리학과, 수학과, 도시·교통공학과, 기계공학과, 사회체육학과를 신설하고, 학과간 협동과정에 정보보호기술공학과를 신설, 석사과정 10명, 박사과정 5명으로 함.  전문대학원 석사과정 90명 증원하여 95명을 185명으로 하고, 박사과정 14명 증원하여 17명을 31명으로 함.   건축대학원 박사과정에 컴퓨터그래픽전공을 폐지하고 디지털건축전공을 신설함.  통일안보전문대학원 박사과정 4명 증원하여 정원 5명을 9명으로 하고, 북한학과에 북한정치·경제·법제전공, 북한사회·문화전공, 외교안보학과에 안보·군사전략전공, 외교·통일정책전공, 공공정책학과에 행정·법제·예산전공, 경찰행정·법무전공, 사회복지학과에 사회복지정책전공, 임상사회사업전공을 둠.  관광전문대학원 신설하여 석사과정 50명, 박사과정 5명으로 하고, 관광사업경영전공, 관광부동산전공, 호텔·카지노·컨벤션경영전공, 외식창업경영전공, 여행·항공·크루즈경영전공 신설. 서비스경영전문대학원 신설하여 석사과정 40명, 박사과정 5명으로 하고 서비스경영전공, 서비스마케팅 및 컨설팅전공, 외식벤처창업경영전공, 외식컨설팅경영전공, 재무금융전공, 부동산 금융·투자전공, 관광호텔서비스전공 신설함.
- 2000.07.18  특수대학원 석사과정 25명을 증원하여 정원 540명을 565명으로 함.  행정대학원 석사과정 10명 증원하여 정원 70명을 80명으로 하고, 행정학과 청소년육성정책전공, 사회복지학과 임상가족치료전공을 폐지함.  경영대학원 폐원함.  산업정보대학원 석사과정 5명 증원하여 정원 37명을 42명으로 하고 컴퓨터 보안전공 신설.  조형대학원 석사과정 10명 증원하여 정원 30명을 40명으로 하고 산업디자인학과에 전시환경디자인전공, 미술학과에 판화전공, 조각전공을 신설.  관광대학원 폐원함.  전통예술감정대학원을 전통예술대학원으로 명칭변경.  스포츠과학대학원 신설하여 석사과정 20명으로 하고, 스포츠지도전공, 레저·스포츠컨설팅전공, 스포츠재활전공, 무용공연예술전공 신설함.
- 2000.07.28  제6대 총장에 손종국 박사 취임.
- 2000.09.02  사범계대학 신설하여 유아교육학과 20명 신설, 인문학부 20명 감원으로 정원 100명에서 80명으로 함.
- 2000.10.10  총 정원 3,213명에서 건축학부(서울야간) BK 21관련 2명 감원하여 3,211명으로 함.  <수원교사 주간>  인문학부 정원 100명을 80명으로 정원 감축함. 아동학과(20명) 폐과.사범계를 두어 유아교육학과(20명) 신설함. 국제학부 지역개발학전공을 국제관계학전공으로 명칭 변경함.  관광학부 조리학전공을 외식·조리학전공으로 명칭 변경함.  <수원교사 야간>  체육학부 모집단위내 배구전공 신설.  <서울교사>  다중매체영상학부를 서울야간에서 서울주간으로 변경함.  건축학부 건축학전공 정원 38명을 BK21관련 2명 감원하여 36명으로 함.
- 2000.10.25  교육대학원 석사과정 30명 증원하여 정원 213명을 243명으로 하고 공업교육전공 폐지, 전기·전자·통신전공, 기계·금속전공, 화공·섬유전공, 건설전공, 윤리교육전공, 사회교육전공, 교육방법전공을 신설하고, 일반사회교육전공→공통사회교육전공, 상업교육
- 2000.10.25  전공→상업·정보교육전공, 기술교육전공→기술·가정교육전공을 명칭 변경함.
- 2001.03.01  수원교사에 3개 총괄학부 (인문예술총괄학부, 사회과학총괄학부, 이공총괄학부), 18개 학부(한국·동양어문학부, 서양어문학부, 인문학부, 디자인·공예학부, 미술학부, 법학부, 사회과학부, 국제학부, 관광학부, 경제학부, 경영학부, 자연과학부, 정보과학부, 체육학부, 건축학부, 토목·환경공학부, 첨단산업공학부, 전자·기계공학부)와 1개 학과(유아교육학과), 서울교사 주간에 1개 학부(다중매체영상학부)와 야간에 9개 학부(한국·동양어문학부, 서양어문학부, 법학부, 사회과학부, 경제학부, 경영학부, 관광학부, 건축학부, 토목·환경공학부)가 설치되어 있고, 대학원에 석사 43개학과, 박사 33개 학과와 건축전문대학원에 석사 1전공, 박사 4전공, 통일안보전문대학원에 석사 9전공, 박사 9전공 설치.  관광전문대학원에 석사 50명, 박사 5명, 서비스경영전문대학원에 석사 40명, 박사 5명의 전문대학원과, 특수대학원으로 행정대학원, 교육대학원, 산업정보대학원, 조형대학원, 국제대학원, 정보과학대학원, 전통예술대학원, 스포츠과학대학원 등 13개 대학원이 설치되어 있으며, 경기대학교 부설 사회교육원 및 중등교원연수원이 설치· 운영되고 있음.
- 2001.07.26  수원교사 건축학부 건축학전공 4년제에서 5년제로 변경함.  수원교사 주간에 국제대학 신설하여 정원20명으로 하고 국제산업정보학과를 둠.  일반대학원 석사 10명, 박사 6명 증원하여 석사 220명, 박사 115명으로 함.  통일안보전문대학원을 통일안보복지전문대학원으로 명칭 변경하고, 석사 15명 감원하고, 박사 10명 증원하여 석사 30명, 박사 19명으로 함.  관광전문대학원 석사 20명, 박사 3명 증원하여 석사 70명, 박사 8명으로 함.  서비스경영전문대학원 박사 5명 증원하여 10명으로 함.  정보과학대학원을 정보통신대학원으로 명칭 변경함.  관광전문대학원 석사 20명, 박사 3명 증원하여 석사 70명, 박사 8명으로 하고, 서비스경영전문대학원 박사 5명 증원하여 10명으로 함.  정보과학대학원을 정보통신대학원으로 명칭 변경함.
- 2001.07.26  대체의학대학원 신설하여 정원 30명으로 하고 대체의학과에 면역치료전공, 수기치료전공, 식품치료전공, 정신치료전공을 둠.  학과간 협동과정 의학물리 협동과정에 석사 3명, 박사 1명을 증원하여 석사 8명, 박사 4명으로 하고, 정보보호기술공학협동과정에 석사 5명, 박사 2명 증원하여 석사 15명, 박사 7명으로 함.  e-비즈니스협동과정 신설하여 석사 5명, 박사 2명으로 하고, 가상현실공학 협동과정 신설하여 석사 3명으로 함.
- 2001.09.08  교육대학원 7명 증원하여 250명으로 하고 한문교육전공 신설함.
- 2001.09.19  통일안보복지전문대학원을 정치전문대학원으로 명칭 변경함.
- 2001.10.22  산업디자인연구소 설치.
- 2001.11.12  대체의학센타 설치.
- 2002.08.23  중앙도서관에 정보지원팀, 정보운영팀, 정보개발팀을 두고, 금화도서관에 학술정보팀을 둠.
- 2002.10.15  서양어문학부를 영어영문학부(영어영문학전공)와 유럽어문학부(독어독문학전공, 불어불문학전공)로 하고, 전자ㆍ기계공학부를 전자공학부(전자공학전공)와 기계시스템디자인공학부(기계공학전공)로 분리함.  미술학부에 서예전공 신설하고 전공별(한국화/서양화/미술경영/환경조각/서예) 모집함.  디자인공예학부도 전공별(시각디자인/공업디자인/장신구디자인/도자공예) 모집함.
- 2002.10.30  사회복지대학원을 신설하여 정원 30명으로 함.  건축전문대학원 박사과정 정원 12명을 6명 감원하여 6명으로 함.  관광전문대학원 박사과정 정원 8명을 6명 증원하여 14명으로 함.  정보통신대학원 석사과정 정원 40명을 10명 감원하여 30명으로 함.   스포츠과학대학원 석사과정 정원 20명을 10명 증원하여 30명으로 함.
- 2003.03.01  사회과학총괄학부를 사회총괄학부로 변경함.  사회복지대학원을 대학원 교학3팀에 편제하고, 전통예술대학원을 대학원 교학3팀에서 교학8팀으로 편제 이동함.  전통문화콘텐츠연구소, 화성학연구소, 민족사상연구소, E-비즈니스연구소 설립함.  수원교사에 3개 총괄학부(인문예술총괄학부, 사회총괄학부, 이공총괄학부), 1개 대학(국제대학)으로 20개 학부(한국동양어문학부, 영어영문학부, 유럽어문학부, 인문학부, 법학부, 사회과학부, 국제학부, 경제학부, 경영학부, 관광학부, 자연과학부, 정보과학부, 건축학부, 토목환경공학부, 첨단산업공학부, 전자공학부, 기계시스템디자인공학부, 디자인공예학부, 미술학부, 체육학부), 2개 학과(국제산업정보학과, 유아교육학과)와 서울교사 주간에 1개 학부(다중매체영상학부), 야간에 9개 학부(한국동양어문학부, 영어영문학부, 법학부, 사회과학부, 경제학부, 경영학부, 관광학부, 건축학부, 토목환경공학부)가 설치됨.  서울교사에 대학원 교학1팀(대학원), 교학2팀(건축전문대학원), 교학3팀(관광전문대학원, 서비스경영전문대학원, 사회복지대학원), 교학 4팀(정치전문대학원, 국제대학원), 교학 8팀(대체의학대학원, 전통예술대학원)으로 9개 대학원이 있고, 수원교사에 교학5팀(교육대학원, 스포츠과학대학원), 교학6팀(행정대학원), 교학7팀(산업정보대학원, 정보통신대학원, 조형대학원)으로 6개 대학원이 있다.
- 2003.04.14  수원캠퍼스 텔레컨벤션센터 설치.
- 2003.10.20  서울캠퍼스 제2컴플렉스빌딩 준공.
- 2003.11.24  수원시 행정구역 변경에 따른 수원캠퍼스 주소 변경. 수원시 영통구 이의동 산 94-6 (우443-760)
- 2004.02.05  일반대학원 석사과정 정원 220명을 20명 감원하여 200명으로, 박사과정 정원 115명을 40명 증원하여 155명으로, 학과간 협동과정 석사과정 정원 31명을 18명 감원하여 13명으로, 박사과정 정원 13명을 2명 감원하여 11명으로 함.  정치전문대학원 석사과정 정원 30명을 13명 감원하여 17명으로 하고, 박사과정 정원 10명을 1명 감원하여 9명으로 함.  서비스경영전문대학원 석사과정 정원 40명을 26명 감원하여 14명으로 하고, 박사과정 정원 19명을 1명 감원하여 18명으로 함.  관광전문대학원 석사과정 정원 70명을 23명 감원하여 47명으로 함.  국제대학원의 명칭을 국제·문화대학원으로 변경하고, 석사과정 정원 30명을 5명 증원하여 30명으로 함.  스포츠과학대학원 석사과정 정원 30명을 7명 증원하여 37명으로 함.  산업정보대학원과 정보통신대학원을 통합하여 산업정보통신대학원으로 하고, 석사과정 정원 72명을 17명 감원하여 55명으로 함
- 2004.03.26  수원캠퍼스 리서치센터 준공.
- 2004.04.02  대학산하기구로 산학협력단을 설치하고, 하부조직으로 산학협력팀을 둠.
- 2004.04.29  최상래 교수(K up실장) 총장 직무대행 위촉.
- 2004.11.16  일반대학원 석사과정 정원 200명을 4명 증원하여 204명으로 하고, 석사과정에 교육인적자원개발학과, 미디어정치학과, 디지털금융학과, 애니메이션학과, 디지털음악학과, 산업디자인학과를 박사과정에 직업학과를 신설하며, 협동과정 석사·박사과정의 정보보호기술학과를 정보보호학과로 명칭 변경함.  건축전문대학원 석사과정 정원 50명을 10명 감원하여 40명으로 함.  서비스경영전문대학원 석사과정 정원 14명을 16명 증원하여 30명으로, 박사과정 정원 9명을 1명 증원하여 10명으로 하고, 석사·박사과정에 엔터테인먼트경영전공을 신설하고, 석사·박사과정의 서비스경영전공과 서비스마케팅및컨설팅전공을 통합하여 서비스경영 및 컨설팅전공으로 외식벤처창업전공을 서비스벤처창업경영전공으로 서비스투자컨설팅 전공과 부동산금융·투자전공을 통합하여 부동산투자금융전공으로 명칭변경하고, 석사·박사과정의 관광서비스경영전공 외식컨설팅경영전공은 폐과함.  관광전문대학원 박사과정 정원 14명을 9명 증원하여 23명으로 함.  행정대학원 석사과정 부동산학과 부동산투자및개발전공을 부동산투자·금융전공으로 부동산관리전공을 부동산개발·경영전공으로 직업학과 노사관계전공을 노동정책 전공으로 명칭변경함.  교육대학원 교정교육전공을 교정상담교육전공으로 명칭변경하고, 영양교육전공을 신설함.  산업정보통신대학원의 명칭을 산업정보대학원으로 변경하고, 석사과정 정원 55명을 15명 감원하여 40명으로 함.  대체의학대학원 석사과정 면역치료전공을 생체역학전공으로 명칭변경함.
- 2004.12.24  교육인적자원부로부터 임시이사 6인 파견.
- 2005.01.25  이영수 교수(부총장) 총장직무대행 위촉.
- 2005.02.04  제12대 이사장에 이창복 열린우리당 강원도지부장 취임.
- 2005.03.01  사회과학부 교정학전공을 교정보호학전공으로, 다중매체영상학부 다중매체전공을 영상전공으로 명칭변경함.
- 2005.05.01  제7대 총장에 이태일 박사 취임.
- 2005.10.12  일반대학원 석사과정 정원 204명을 209명으로 조정하며(조형대학원과 전통예술대학원 통합에 따른 정원 5명 전환), 석사과정의 교육인적자원개발학과를 교육정책학과로 명칭 변경.  관광전문대학원 석사 및 박사과정의 관광 e-비즈니스·문화관광컨설팅전공을 문화관광정책개발·e비즈니스 전공으로 명칭변경 함.  행정대학원 석사과정의 노동정책전공을 인적자원개발전공으로 명칭변경 함.  조형대학원(35명)과 전통예술대학원(30명)을 통합하여 미술·디자인대학원(수원 35명, 서울 25명)을 신설하고, 석사과정으로 수원캠퍼스에 미술학과(한국화전공, 서양화전공, 미술경영전공, 판화전공, 조각전공), 디자인학과(시각정보디자인전공, 제품인터렉션디자인전공, 장신구·금속디자인전공, 도자공예디자인전공, 디지털미디어디자인전공), 서울캠퍼스에 전통예술학과(고미술감정학전공, 문화재보존학전공, 서예전공, 문인화전공), 무대디자인학과(무대디자인·특수분장전공)을 신설.  국제·문화대학원에 연기학과, 무용극학과, 연극교육학과를 신설.
- 2006.01.16  재무처 신설, 대외협력처가 국제교류처로 변경.
- 2006.03.01  총괄학부 체제를 단과대학 체제로 편제를 조정함.  수원캠퍼스에 10개 단과대학(인문대학, 사회과학대학, 법과대학, 경상대학, 관광대학, 국제대학, 이과대학, 공과대학, 예술대학, 체육대학)과 21개 학부(한국·동양어문학부, 영어영문학부, 유럽어문학부, 인문학부, 교양교직학부, 법학부, 사회과학부, 국제학부, 경제학부, 경영학부, 관광학부, 자연과학부, 정보과학부, 건축학부, 토목·환경공학부, 첨단산업공학부, 전자공학부, 기계시스템디자인공학부, 디자인공예학부, 미술학부, 체육학부), 2개 학과(국제산업정보학과, 유아교육학과)와 서울캠퍼스에 주간에 1개 학부(다중매체영상학부)와 야간에 9개 학부(한국·동양어문학부, 영어영문학부, 법학부, 사회과학부, 경제학부, 경영학부, 관광학부, 건축학부, 토목·환경공학부)가 설치되어 있음.  체육학부의 배구전공 폐지.  서울캠퍼스에 일반대학원, 서비스경영전문대학원, 건축전문대학원, 정치전문대학원, 관광전문대학원, 국제·문화대학원, 대체의학대학원, 사회복지대학원 등 8개 대학원이 있고, 수원캠퍼스에 행정대학원, 교육대학원, 산업정보대학원, 미술·디자인대학원, 스포츠과학대학원 등 5개 대학원이 설치되어 있음.
- 2006.04.28  제13대 이사장에 조순승 박사 취임.
- 2006.07.06  화성학연구소 폐지.
- 2006.09.27  일반대학원 학과간 협동과정 석사과정에 국제관계학과를 신설하고 박사과정에 산업디자인학과, 영상예술학과를 신설함.  건축전문대학원(석사과정 40명, 박사과정 6명)을 특수대학원의 건축대학원(석사과정 40명)으로 전환함.  국제·문화대학원 석사과정 5명 감원하여 정원 35명에서 30명으로 함.  대체의학대학원 석사과정 3명 감원하여 정원 30명에서 27명으로 함.  행정대학원 석사과정 4명 감원하여 정원 80명에서 76명으로 함.  미술·디자인대학원의 서울캠퍼스 석사과정 6명 감원하여 정원 25명에서 19명으로 하고, 수원캠퍼스에 미술치료·아동미술 전공을 신설함.  스포츠과학대학원 석사과정 4명 감원하여 정원 37명에서 33명으로 함.
- 2007.01.05  일반대학원(석사과정, 박사과정)의 교정학과를 교정보호학과로 명칭 변경함.
- 2007.03.01  수원캠퍼스 체육대학 체육학부(야) 골프전공을 폐지하고 30명 감원하여 정원 150명에서 120명으로 함.  서울캠퍼스 법학, 행정학, 경제학, 관광경영학 전공을 야간에서 주간으로 전환함.  전공 명칭 변경(불어불문학→프랑스어문학, 산업재산권학→지식재산학, 물리학→전자물리학, 생물학→생명과학, 전자계산학→컴퓨터과학, 기계공학→기계시스템디자인공학, 시각디자인→시각정보디자인, 장신구디자인→장신구·금속디자인)
- 2007.10.16  일반대학원(석사과정, 박사과정) 전자계산학과를 컴퓨터과학과로 명칭 변경함.  서비스경영전문대학원(석사과정, 박사과정)의 전공 명칭 변경(서비스경영및컨설팅전공→ 서비스 경영전공, 서비스벤처창업전공 → 서비스창업및컨설팅경영전공, 보석마케팅및벤처창업전공 → 보석마케팅 및 디자인경영전공), 관광전문대학원(석사과정, 박사과정)의 전공 명칭 변경(문화관광정책개발·e-비즈니스전공 → 문화관광컨텐츠·리조트개발전공), 행정대학원의 전공 명칭 변경(아동청소년복지전공 → 아동·가족복지전공)하고 전공 폐지(인적자원개발전공)함.
- 2007.10.16  산업정보대학원을 건설·산업대학원으로 명칭 변경하고 전공 폐지(산업경영전공, 신소재공학전공, 환경공학전공, 전자공학전공, 의학생물학전공, 정보통신·미디어전공, 인터넷소프트웨어전공)함.  국제·문화대학원을 문화예술대학원으로 명칭 변경하고, 전공 폐지(국제금융공학과, 한국학과)하고 전공 신설(M.C.·리포터학과)함.
- 2008.03.01  학부 입학정원 3,179명에서 3,115명으로 64명 감원함.  수원캠퍼스 주간 24명 감원(감원-한국·동양어문학부 4명, 영어영문학부 4명, 경제학부 4명, 경영학부 8명, 관광학부 4명, 토목·환경공학부 4명 / 중원-첨단산업공학부 4명)  수원캠퍼스 야간 40명 감원(사회과학부 8명, 경제학부 3명, 경영학부 5명, 정보과학부 4명, 토목·환경공학부 4명, 첨단산업공학부 8명, 전자공학부 4명, 기계시스템디자인공학부 4명)
- 2008.04.17  제14대 이사장에 안의석 변호사 취임
- 2008.07.04  제15대 이사장에 이재철 변호사 취임
- 2008.07.07  수원캠퍼스 예학관, 어울림관 준공
- 2008.09.01  일반대학원 석사과정 정원을 209명에서 222명으로 증원(학과간협동과정 폐지에 따른 13명 전환), 박사과정 정원 155명에서 166명으로 증원(학과간협동과정 폐지에 따른 11명 전환), 일반대학원(석사과정, 박사과정) 학과 명칭 변경(생물학과 → 생명과학과, 환경공학과 → 환경에너지시스템공학과), 학과간협동과정(석사과정)을 일반과정으로 전환(의학물리학과, 정보보호학과 → 산업보안학과, 국제관계학과, e-비즈니스학과), 학과간협동과정(박사과정)을 일반과정으로 전환(의학물리학과, 정보보호학과 → 산업보안학과, 영상예술학과, e-비즈니스학과, 산업디자인학과), 학과폐지(석사과정) 게임웨어학과, 환경정책학과, 디지털금융학과), 학과신설(석사과정, 박사과정) 상담교육학과, 학과신설(박사과정) 공연예술학과, 대체의학과, 관광전문대학원(석사과정, 박사과정) 전공 명칭 변경(문화관광컨텐츠·리조트개발전공 → 문화관광콘텐츠·리조트개발전공), 문화예술대학원 학과 명칭 변경(연기학과 → 연극학과), 대체의학대학원 전공 명칭 변경(생체역학전공 → 족부치료전공), 사회복지대학원 전공 명칭 변경(가족복지학전공 → 아동가족복지학전공), 교육대학원 전공 명칭 변경(교육행정전공 → 교육CEO인적자원개발전공, 평생교육전공 → 평생다문화교육전공), 미술·디자인대학원 학과 및 전공 명칭 변경(미술치료·아동미술전공 → 미술치료전공, 제품인터랙션디자인전공 → 산업디자인전공, 도자공예디자인전공 → 도예전공, 서예전공 → 서예·문자예술전공, 무대디자인학과 → 엔터테인먼트학과, 무대디자인·특수분장전공 → 특수분장전공) 전공폐지(디지털미디어디자인전공, 문인화전공)
- 2008.09.09  홍보관 준공
- 2008.09.16  기숙사 착공
- 2008.11.12  2010학년도 학부 입학정원 3,115명에서 32명 증원 교과부 재처분
- 2009.03.01  직제 개편(K up처에는 전략K up팀, 평가K up팀, 예산K up팀을 두고, 입학홍보처는 입학처로 명칭 변경하고 입학K up팀, 입학관리팀을 둠. 대외협력처 대외협력팀은 대외협력홍보팀으로 확대 개편)
- 2009.03.01  단과대학 및 학부체제를 단과대학 및 학과체제로 편제를 조정함.  10개 단과대학 21개 학부, 2개학과에서 10개 단과대학 77개 학과체제로 변경 및 교양학부 신설, 수원주간 61개학과(국어국문학과, 영어영문학과, 독어독문학과, 프랑스어문학과, 일어일문학과, 중어중문학과, 사학과, 문헌정보학과, 문예창작학과, 유아교육학과, 교직학과(학생정원 없음), 법학과, 행정학과, 사회복지학과, 교정보호학과, 청소년학과, 경찰행정학과, 경제학과, 경영학과, 무역학과, 회계세무학과, 응용정보통계학과, 경영정보학과, 국제통상학과, 지식재산학과, 관광개발학과, 외식·조리학과, 이벤트학과, 국제관계학과, 러시아학과, 국제산업정보학과, 수학과, 전자물리학과, 화학과, 생명과학과, 식품생물공학과, 컴퓨터과학과, 토목공학과, 건축학과, 건축공학과, 산업경영공학과, 신소재공학과, 환경에너지시스템공학과, 전자공학과, 도시·교통공학과, 기계시스템공학과, 화학공학과, 시각정보디자인학과, 산업디자인학과, 장신구·금속디자인학과, 도예학과, 한국화학과, 서양화학과, 미술경영학과, 환경조각학과, 서예·문자예술학과, 체육학과, 사회체육학과, 스포츠경영학과, 레저스포츠·건강학과, 경호안전학과), 수원야간 1개학과(교정보호학과(야)), 서울주간 10개학과(법학과, 행정학과, 경제학과, 관광경영학과, 호텔경영학과, 연기학과, 영상학과, 애니메이션학과, 정치매체관리학과, 전자디지털음악학과), 서울야간 5개학과(국어국문학과, 영어영문학과, 경영학과, 무역학과, 회계세무학과)
- 2009.03.01  수원캠퍼스 16개 야간전공 주간학과로 전환(문예창작학과, 청소년학과, 행정학과, 지식재산학과, 응용정보통계학과, 경영학과, 국제통상학과, 컴퓨터과학과, 환경에너지시스템공학과, 산업경영공학과, 신소재공학과, 전자공학과, 기계시스템공학과, 스포츠경영학과, 레저스포츠·건강학과, 경호안전학과)  수원 서울캠퍼스간 학과 이동(2009학년도 신입생부터 수원캠퍼스 관광경영학과, 호텔경영학과는 서울캠퍼스에서 신입생 모집, 서울캠퍼스 야간 건축공학과, 토목공학과는 수원캠퍼스 주간으로 신입생 모집)  단과대학 및 학과 명칭 변경(이과대학 → 자연과학대학, 회계학전공 → 회계세무학과, 환경공학전공 → 환경에너지시스템공학과, 산업공학전공 → 산업경영공학과, 기계시스템디자인공학전공 → 기계시스템공학과, 시각정보디자인전공 → 시각정보디자인학과, 공업디자인전공 → 산업디자인학과, 장신구·금속디자인전공 → 장신구·금속디자인학과, 도자공예전공 → 도예학과, 한국화전공 → 한국화학과, 서양화전공 → 서양화학과, 환경조각전공 → 환경조각학과, 서예전공 → 서예·문자예술학과, 레저스포츠전공 → 레저스포츠·건강학과)
- 2009.03.18  교수연구동 준공
- 2009.05.01  제8대 총장에 최호준 박사 취임
- 2009.09.25  창업보육센터 증축
- 2009.10.27  일반대학원(석사과정)의 학과 명칭 변경(불어불문학과 → 프랑스어문학과, 산업재산권학과 → 지식재산학과, 회계학과 → 회계세무학과, 산업공학과 → 산업경영공학과, 재료공학과 → 신고재공학과)하고 국제관계학과 폐지함. 일반대학원(박사과정)의 전공 명칭 변경(회계학과 → 회계세무학과, 산업공학과 → 산업경영공학과, 재료공학과 → 신소재공학과)하고 경찰행정학과와 도시방재학과 신설함. 교육대학원(석사과정)의 전공 명칭 변경(평생다문화교육전공 → 다문화교육전공)함. 행정대학원(석사과정)의 교정.보호행정전공을 폐지하고 범죄심리전공과 지방의회전공을 신설함. 문화예술대학원(석사과정)의 풍수지리학과와 국제호텔학과를 폐지함. 건설산업대학원(석사과정)의 도시및부동산개발전공을 신설함.  미술·디자인대학원(석사과정)의 입학정원을 19명에서 15명으로 4명 감원함. 대체의학대학원(석사과정)의 입학정원을 27명에서 31명으로 4명 증원함.
- 2009.11.23  교학1처를 교학처로 변경하고, 입학처에 입학사정관실을 신설하고, 기타기관으로 학생군사교육단을 둠.
- 2009.12.23  범죄과학연구센터 설립
- 2010.01.15  종합강의동 준공
- 2010.02.04  제2공학관 준공
- 2010.03.01  학사학위과정과 일반대학원 석사학위과정을 상호 연계하는 학·석사 연계과정 신설
- 2010.03.31  기숙사 재착공
- 2010.08.12  제16대 이사장에 박규직 서울경제포럼 대표회장 취임
- 2010.09.01  직제 개편: 본부대학(교학팀), 연구처(연구지원팀), 평가감사실(평가감사팀)을 신설함. 인적자원개발센터를 인재개발원으로 명칭 변경하고, 경력개발교육팀과 취업관리지원팀을 두며, 산하기구로 국가고시실과 여대생커리어개발센터를 둠.   비서실에 비서팀과 홍보팀을 둠. 기획처에 전략기획팀과 기획예산팀을, 교무처에 교무팀과 학사기획팀을 둠. 학생지원처에 학생지원팀과 후생복지팀(후생복지센터 폐지)을 두고, 산하기구로 장애학생지원센터를 둠. 입학처에 입학사정관실과 입학팀을 둠. 대외협력처에 국제교류팀과 대외협력팀을 둠. 재무처에 재무회계팀과 자산관리팀을 둠. 여학생문화원을 양성평등문화원으로 확대 개편하고, 산하에 학생생활상담소, 성희롱 및 성폭력 예방센터를 둠. 국제교육원을 대외협력처 산하기구에서 부설교육기관으로 개편함. 스포츠·건강과학 연구소 설치
- 2010.12.01  본부대학 융합보안학과 신설하고, 입학정원을 25명으로 함. 국제대학 러시아어문학과를 인문대학 러시아어문학과로 개편함. 사회과학대학 교정보호학과(야간)을 주간으로 전환함. 자연과학대학 컴퓨터과학과의 입학정원을 108명에서 97명으로 감축하고, 공과대학 신소재공학과 입학정원을 75명에서 68명으로 감축하며, 공과대학 환경에너지시스템공학과 입학정원을 72명에서 65명으로 감축함. 체육대학 경호안전학과를 경호보안학과로 학과 명칭 변경함. 예술대학 정치매체관리학과(서울)를 언론미디어학과로 학과 명칭 변경함.
- 2010.12.29  융복합 신소재 연구소 설치
- 2011.03.01  일반대학원(석사과정)의 학과 명칭 변경(미디어정치학과 → 언론미디어학과)하고 건축학과, 건축설계학과를 신설하며, 입학정원을 222명에서 262명으로 증원함. 일반대학원(박사과정)의 건축학과, 스포츠경영학과를 신설함. 건축대학원을 폐지하고, 입학정원 40명을 일반대학원으로 조정함. 교육대학원(석사과정)의 화공섬유교육전공, 윤리교육전공, 관광교육전공, 한문교육전공을 폐지함. 대체의학대학원의 족부치료전공을 폐지하고, 운동치료전공을 신설하며, 입학정원을 31명에서 36명으로 증원함. 문화예술대학원의 음악치료학과를 신설하고, 고미술감정학과, 문화재보존학과, 무대디자인·특수분장학과를 미술·디자인대학원에서 학과 이전하여 신설하며, 입학정원을 30명에서 40명으로 증원함. 미술·디자인대학원(서울)을 폐지하고, 고미술감정전공, 문화재보존학전공은 문화예술대학원으로 학과 이전하고, 특수분장전공은 무대디자인·특수분장학과로 학과 명칭 변경하여 문화예술대학원으로 이전함. 서예·문자예술전공은 미술·디자인대학원(수원)으로 전공 이전하여 신설하며, 입학정원 15명은 대체의학대학원 및 문화예술대학원으로 조정함. 미술·디자인대학원(수원)의 판화전공을 폐지함. 건설산업대학원의 반도체·디스플레이전공을 신설함. 직제 개편: 교학2처 교학팀을 폐지하고 교무처 교학팀을 신설함.
- 2011.02.24  감성코어 준공
- 2011.03.25  학생생활연구소를 폐지함
- 2011.06.29  전산정보원 전산지원팀(서울캠퍼스) 신설
- 2011.07.22  사회교육원을 평생교육원으로 명칭 변경
- 2011.09.01  E-스퀘어 준공
- 2011.12.07  학생지원처에 학생지원팀과 장학지원팀(후생복지팀 폐지)을 두고, 산하기구로 사회봉사센터를 신설함. 부속기관으로 직장예비군연대(수원캠퍼스), 직장예비군대대(서울캠퍼스)를 신설함.
- 2012.03.01  일반대학원의 경찰행정학과(석·박사 과정)를 범죄학과로 명칭 변경하고, 경호안전학과(석·박사 과정)를 경호보안학과로 명칭 변경하고, 상담교육학과(석·박사 과정)를 상담학과로 명칭 변경함. 문화예술대학원의 M.C·리포터학과와 문화재보존학과, 무대디자인·특수분장학과를 폐지함. 사회복지대학원의 고용복지전공, 사례관리전공을 신설함. 행정대학원의 소방 및 위기관리 행정 전공을 신설하고, 경찰행정전공을 범죄수사전공으로 명칭 변경함. 미술·디자인대학원의 미술학과와 디자인학과를 폐지함. 스포츠과학대학원의 골프산업전공을 신설하고, 무용공예예술전공을 폐지함.   건축공학과를 플랜트·건축공학과로 명칭 변경하고, 미술경영학과를 예술학과로 명칭 변경하며, 애니메이션학과를 애니메이션영상학과로 명칭 변경하고, 건축공학과 (계약학과)야간 편입학 과정을 신설함
- 2012.04.03  부속기관으로 직장예비군연대(수원캠퍼스), 직장예비군대대(서울캠퍼스)를 신설함.
- 2012.05.24 서울하우스 실습동 준공.
- 2012.07.03 리서치 기자재 창고 준공.
- 2012.08.28 제17대 이사장에 박승철 박사 취임.
- 2013.03.01 제9대 총장에 김기언 박사 취임.
- 2013.05.15.  기관생명윤리위원회 신설
- 2013.10.31.  대학원 직제개편: 대학원(일반), 예술대학원 및 대체의학대학원을 교학1팀, 서비스경영전문대학원, 정치전문대학원, 관광전문대학원을 교학2팀, 행정·사회복지대학원 및 교육대학원을 교학3팀으로 통합
- 2014.03.01.  대학 직제개편: 법과대학, 국제대학을 폐지하고 사회과학대학으로 통합.   사회과학대학 내에 법학부 법학과 및 국제학부 국제관계학과, 국제산업정보학과를 신설하고 이벤트학과를 관광이벤트학과로 명칭 변경  대학 정원조정: 사회과학대학 법학부 법학과(40명), 국제학부 국제관계학과(38명), 국제산업정보학과(25명)  대학원 직제개편: 행정대학원 및 사회복지대학원을 행정・사회복지대학원으로 통합하고 행정・사회복지대학원 내에 공공정책학과 공공커뮤니케이션전공을 설치, 행정학과에 일반행정전공 및  소방 및 위기관리행정전공을 설치, 사법공안학과 범죄수사ㆍ범죄심리전공을 설치, 부동산학과 부동산정책전공을 설치, 사회복지학과 사회복지정책전공, 사회복지실천전공, 노인복지전공을 설치, 직업학과 직업상담전공을 설치함. 교육대학원에 교육정보학전공, 초등교육전공, 공통사회교육전공, 과학교육(생물)전공, 기술교육전공, 교육방법전공을 폐지함. 미술디자인대학원 및 문화예술대학원을 예술대학원으로 통합함. 예술대학원 내에 문화컨텐츠학과 독서지도전공 및 동양철학전공을 설치, 미술학과에 서양화전공, 서예ㆍ문자예술전공, 미술경영전공 및 시각디자인전공을 설치, 디자인・공예학과에 장신구ㆍ금속디자인전공 및 도예전공을 설치, 공연예술학과에 연극전공 및 무용극전공을 설치함. 스포츠과학대학원을 폐지함. 대체의학대학원 대체의학과에 미술치료전공, 음악치료전공, 스포츠재활치료전공, 복지임상치료전공을 신설함.  대학원 정원조정: 행정‧사회복지대학원(90명), 건설‧산업대학원(50명→75명), 예술대학원(50명), 대체의학대학원(40명→61명)으로 변경함.
- 2014.09.01.  대학원 직제개편 : 일반대학원 석사 및 박사과정의 이벤트ㆍ국제회의학과를 관광이벤트국제회의학과로 환경에너지시스템공학과를 환경에너지공학과로 명칭변경, 교육대학원에 보건교육전공 신설
- 2015.03.01.  대학 직제개편 : 본부대학을 융합교양대학으로 변경  서울캠퍼스의 8개 동일학과를 수원캠퍼스로 통합 및 정원조정  수원캠퍼스 국어국문학과(35→65), 영어영문학과(59→94), 법학부 법학과(40→76), 행정학과(62→97), 경제학과(38→76), 경영학과(129→180), 무역학과(38→73), 회계세무학과(38→68)로 정원조정  수원캠퍼스 관광개발학과(41→39), 외식·조리학과 (41→39), 관광이벤트학과 (42→41) 3개학과를 서울캠퍼스로 이전 및 정원감축  그 외 정원감축 : 수원캠퍼스 인문대학 독어독문학과(30→28), 프랑스어문학과(30→28), 일어일문학과(37→35), 중어중문학과(37→35), 사학과(40→38), 문헌정보학과(40→39), 문예창작학과(30→28), 유아교육학과(20→19), 러시아어문학과(38→35) 정원감축  사회과학대학  사회복지학과(30→28), 교정보호학과(61→56), 청소년학과(33→32), 국제관계학과(38→36), 국제산업정보학과(25→23)   경상대학 응용정보통계학과(68→60), 경영정보학과(35→32), 국제통상학과(40→38), 지식재산학과(40→38)  자연과학대학 수학과(42→40), 전자물리학과(42→37), 화학과(42→40), 생명과학과(42→41), 식품생물공학과(38→35), 컴퓨터과학과(97→94)  공과대학 토목공학과(72→68), 건축학과(60→55), 플랜트․건축공학과(35→34), 산업경영공학과(75→71), 환경에너지공학과(65→62), 전자공학과(81→79), 도시․교통공학과(48→44), 기계시스템공학과(71→67), 화학공학과(40→38)  예술대학 시각정보디자인학과(23→22), 산업디자인학과(23→22), 장신구 ․ 금속디자인학과(20→21), 도예학과(22→20), 한국화학과(20→19), 서양화학과(25→24), 예술학과(20→19), 환경조각학과(20→18), 서예․문자예술학과(20→18)  체육대학 체육학과(40→38), 사회체육학과(40→36), 스포츠경영학과(40→38), 레저스포츠학과(40→39), 경호보안학과(40→38)   서울캠퍼스 관광대학 관광경영학과(75→73), 호텔경영학과(39→37)  예술대학 연기학과(30→27), 영상학과(20→19), 애니메이션영상학과(20→19), 언론미디어학과(20→19), 전자디지털음악학과(20→19) (8개학과 통합 및 158명 감축)(입학정원 3,147명→2,989명으로 조정)
- 2015.03.16.  제18대 이사장에 손희자 이사 취임
- 2015.12.24.  부속기관으로 소성학술연구원을 신설하며, 산하에 학교사연구실, 경기지역연구실, 학술지원팀을 둠
- 2016.02.17.  대학본부 개편: 총장 직속기관 인재개발원을 인재개발처로 개편하고 산하에 학생역량강화센터, 여대생커리어개발센터를 둠  학생지원처 산하기구인 학생지도상담지원센터 폐지  부속기관 개편: 양성평등문화원을 대학생활상담원으로 명칭 변경하고, 산하에 학생상담센터, 성평등센터를 둠
- 2017.03.01.  대학 직제개편: 경상대학 국제통상학과를 폐지하고 무역학과로 통합  인문대학 유아교육학과를 유아교육과로 명칭변경  예술대학 시각정보디자인학과, 산업디자인학과, 장신구·금속디자인학과를 디자인비즈학부 시각정보디자인학과, 디자인비즈학부 산업디자인학과, 디자인비즈학부 장신구·금속디자인학과로 개편  예술대학 학과 통폐합 (도예학과, 환경조각학과→입체조형학과, 한국화학과, 서예·문자예술학과→한국화·서예학과, 서양화학과, 예술학과→서양화·미술경영학과, 언론미디어학과, 영성학과→미디어영상학과)  대학 입학정원 조정: 영어영문학과(94→93), 독어독문학과(28→27), 사학과(38→37), 문예창작학과(28→27), 법학부 법학과(97→96), 행정학과(97→96), 교정보호학과(56→55), 경영학과(180→179), 무역학과(73→111), 수학과(40→39), 화학과(40→39), 컴퓨터과학과(94→97), 신소재공학과(68→69), 입체조형학과(신설→38), 한국화·서예학과(신설→37), 서양화·미술경영학과(신설→42), 체육학과(38→37), 사회체육학과(36→35), 레저스포츠학과(39→38), 융합보안학과(25→20), 관광경영학과(73→72), 관광개발학과(39→38), 외식조리학과(39→38), 연기학과(27→26), 미디어영상학과(신설→38)  대학원 직제개편: 건설·산업대학원 : 건축공학전공을 건축·안전공학전공으로 명칭변경  대체의학대학원 문학치료전공, 임상치유요가전공 신설, 복지임상치료전공 폐지
- 2016.05.11.  동아시아예술연구소를 신설함
- 2016.09.09.  제19대 이사장에 박영진 이사 취임
- 2017.03.01.  대학 직제개편: 단과대학 편제를 융합교양대학, 인문사회대학(인문대학+사회과학대학), 경상대학, 관광문화대학(관광대학+예술대학(서)), 이공대학(자연과학대학+공과대학), 예술체육대학(예술대학(수)+체육대학)으로 개편  대학 입학정원 조정: 융합보안학과를 융합교양대학에서 이공대학으로 이전  국어국문학과(65→63), 영어영문학과(93→92), 일어일문학과(35→34), 사학과(37→36), 문헌정보학과(39→38), 러시아어문학과(35→34), 법학과(75→74), 행정학과(96→94), 국제관계학과(36→35), 국제산업정보학과(23→22), 경제학과(76→74), 무역학과(111→108), 회계세무학과(68→67), 지식재산학과(38→37), 전자물리학과(37→36), 생명과학과(41→40), 식품생물공학과(35→34), 컴퓨터과학과(97→94), 토목공학과(68→65), 건축학과(55→53), 산업경영공학과(71→70), 신소재공학과(69→67), 환경에너지공학과(62→60), 전자공학과(79→77), 도시·교통공학과(44→43), 기계시스템공학과(67→66), 화학공학과(38→37), 서양화·미술경영학과(42→41), 한국화·서예학과(37→36), 스포츠경영학과(38→37), 경호보안학과(38→37)  대학원 직제개편: 일반대학원 수원 이전 및 정원 조정  건설·산업대학원 공학대학원으로 명칭변경  행정조직 개편: 비서실 내 홍보팀을 대외협력처로 이동  평가감사실 평가감사팀을 감사실 감사팀으로 변경 (평가업무 기획처로 이관)  수원캠퍼스 9개처, 서울캠퍼스 1개처를 수원캠퍼스 8개처, 서울캠퍼스 1개처로 재편(기획처, 교무처, 교육혁신처, 학생지원처, 입학처, 대외협력처, 총무처, 인재개발처, 교학처)  기획처에 평가사업팀 신설 (평가감사실의 평가 관련 업무를 기획처 평가사업팀으로 이관)  교무처와 연구처 통합 (연구처를 폐지하고 교무처에 교무팀, 연구지원팀, 학사지원팀을 둠. 학사기획팀 내 교육과정편성 업무와 교수학습개발센터는 교육혁신처로 이관)  교육혁신처 신설 (교육 프로그램 성과평가, 환류, 우수사례 확산 등을 통해 교육의 효과성을 증대하기 위해 교육혁신처를 신설하고, 교육혁신팀, 교수학습개발센터, 공학교육혁신센터, 교육인증관리센터, 산학연교육센터, 비교과역량지원센터를 둠)  총무처와 재무처 통합 (재무처를 폐지하고 총무처에 총무팀, 시설관리팀, 안전보건팀, 재무회계팀, 자산관리팀을 둠)  교학처에 학생지원팀 폐지 (서울 학생지원팀을 폐지하고 잔여 업무는 교학처교학팀으로 편입)  대학원 교학1팀 업무 이관 (예술대학원, 대체의학대학원 업무는 대학원교학2팀으로 이관)  공학대학원 업무를 공학대학에서 대학원 교학3팀으로 이관  공학대학 소속인 공학교육혁신센터는 교육혁신처 산하기구로 이전  중앙도서관 수원캠퍼스 정보지원팀, 정보운영팀, 정보개발팀을 정보운영팀으로 통합  전산정보원 수원캠퍼스 운영팀, 개발팀을 운영팀으로 통합하고, 서울캠퍼스 전산지원팀을 폐지보건진료소를 건강증진센터로 변경하고, 건강증진센터는 학생지원처에서, 서울분소는 교학처에서 관리하도록 함  대학생활상담원을 인재개발처 산하기구로 이전  소성학술연구원을 소성학술원으로 명칭 변경하고, 기존 박물관을 소성박물관으로 명칭 변경 후 소성학술원 산하기관으로 이전  부속기관 출판부를 교무처 산하기구로 이전
- 2017.06.01.  제10대 총장에 김인규 박사 취임
- 2017.09.01.  1. 대학원 편제 변경  1) 일반대학원  - 학과신설 : 글로벌비즈니스학과(석사), 글로벌뮤직학과(박사), 글로벌파인아트학과(박사), 건설안전학과(박사)  - 학과명칭변경 : 교육정책학과 → 교육학과  2) 교육대학원  - 전공명칭변경 : 상업·정보교육전공 → 상업교육전공  3) 행정·사회복지대학원  - 학과신설 : 공공정책학과 행정법률서비스전공, 부동산·자산관리학과 금융·부동산자산관리전공  - 학과폐지 : 부동산학과 부동산정책전공  2. 행정조직 개편  1) 총장직속기구 : 홍보실(홍보팀), 평가사업단(평가사업팀) 신설  2) 대학본부  - 기획처 : 평가사업팀 삭제 (평가사업단으로 이동)  - 교육혁신처 : 공학교육혁신센터 삭제 (이공대학으로 이동)  - 대외협력처 : 대외협력홍보팀을 대외협력팀으로 변경 (홍보기능은 홍보실 이관)  - 총무처 : 재무회계팀, 자산관리팀 삭제 (재무처로 이동)  - 재무처 신설 : 재무회계팀, 자산관리팀을 둠  3) 대학 : 이공대학 산하기구로 공학교육혁신센터를 둠
- 2017.10.27.       연구소 신설 : 휴먼사이언스연구소를 신설함
- 2018.02.28.       서비스경영전문대학원 : 양조경영학과(계약학과/석사) 폐지
- 2018.03.01.       1. 대학 편제 변경  - 단과대학을 융합교양대학, 휴먼인재융합대학(인문+예술+체육), 지식정보서비스대학(경상+사회과학), 창의공과대학(공학), 융합과학                            대학(자연과학), 관광문화대학(관광+미디어)으로 개편  - 융합교양대학 : 교양학부, 교직학부 + (감성SW교육센터)  - 휴먼인재융합대학 : 국어국문학과, 영어영문학과, 중어중문학과, 사학과, 문헌정보학과, 문예창작학과, 유아교육과, 글로벌어문학부(독어독문/불어불문/일어일문/러시아어문전공), 서양화․미술경영학과, 한국화․서예학과, 입체조형학과, 디자인비즈학부(시각정보디자인/산업디자인/장신구․금속디자인전공), 스포츠과학부(스포츠건강과학/레저스포츠/스포츠산업경영/시큐리티매니지먼트전공), 체육학과 + (생활체육지도자연수원)  - 지식정보서비스대학 : 법학과, 행정학과, 경찰행정학과, 휴먼서비스학부(사회복지/교정보호/청소년전공), 국제관계학과, 국제산업정보학과, 경제학부(경제전공/응용통계전공), 지식재산학과, 경영학과, 무역학과, 회계세무․경영정보학부(회계세무/경영정보전공)  - 융합과학대학 : 수학과, 전자물리학과, 화학과, 바이오융합학부(생명과학/식품생물공학전공), 컴퓨터공학부  - 창의공과대학 : 토목공학과, 건축학과, 건축공학과, 도시․교통공학과, 신소재공학과, 환경에너지공학과, 화학공학과, 산업경영공학과, 전자공학과, 기계시스템공학과 + (공학교육혁신센터)  - 관광문화대학 : 관광경영학과, 관광개발학과, 호텔경영학과, 외식․조리학과, 관광이벤트학과, 연기학과, 애니메이션영상학과, 전자디지털음악학과, 미디어영상학과  2. 대학원 편제 변경  1) 일반대학원  - 석사과정 폐지 : 문예창작학과, 일어일문학과, 중어중문학과, 프랑스어문학과, 경영정보학과  - 석사과정 통합 : 서양화학과/한국화학과/환경조각학과 → 미술학과, 체육학과/사회체육학과/레저스포츠학과/스포츠경영학과 → 스포츠과학과  - 박사과정 폐지 : 일어일문학과  - 박사과정 통합 : 체육학과/사회체육학과/레저스포츠학과/스포츠경영학과 → 스포츠과학과  - 정원이동 : 박사과정 서울캠퍼스 정원 6명 수원캠퍼스로 이동 (서울 76→70, 수원 90→96)  2) 행정․사회복지대학원  - 전공명칭변경 : 행정학과 소방 및 위기관리전공 → 행정학과 소방재난안전교육․행정전공  - 학과신설 : 동양문화학과 동양문화전공  - 정원감축 : 90명 → 79명 (11명 감축)  3) 공학대학원  - 정원감축 : 75명 → 66명 (9명 감축)  4) 예술대학원  - 수원캠퍼스 예술대학원 신설 : 미술학과(서양화전공, 서예햑전공, 미술경영전공, 아동미 술지도전공), 디자인․공예학과(시각디자인전공, 장신구․금속디자인전공, 도예전공) / 입학정원 20명  - 서울캠퍼스 예술대학원 학과 개편 : K-culture융합학과(K-pop전공, K-culture management전공), 공연예술학과(연극전공, 댄스씨어터전공, 동작분석심리학전공), 인터미디어학과(디지털영상전공, 프로덕션전공), 독서지도학과  3. 행정조직 개편  1) 총장직속기구 : 홍보실을 대외협력홍보실로 개편하고, 산하에 대외협력팀, 홍보팀을 둠  2) 대학본부 : 대외협력처를 국제교류처로 개편하고, 산하에 국제교류팀, 국제지원센터를 둠  3) 대학원교학팀 : 대학원교학3팀을 폐지하고, 행정사회복지대학원 교학팀, 교육대학원 교학팀, 공학대학원 교학팀, 예술대학원 교학팀을 둠  4) 부속기관 : 전산정보원 운영팀의 명칭을 전산정보원 전산운영팀으로 변경
- 2018.07.26.       대학 편제 변경  - 학과(전공)명칭 변경 : 휴먼인재융합대학 글로벌어문학부 불어불문전공→프랑스어문전공
- 2018.08.10.       연구소 신설 : 도시융합연구소를 신설함
- 2018.09.01.       1. 대학원 편제 변경  1) 일반대학원  - 정원조정 : 석사(서울 100명→90명, 수원 140명→150명), 박사(서울 70명→64명, 수원 96명→102명)  - 학과신설(석사) : 주류산업경영학과, 외국인을 위한 한국어교육학과  - 학과신설(박사) : 주류산업경영학과, 외국인을 위한 한국어교육학과, 부동산‧자산관리학과, 글로벌비즈니스학과  2) 예술대학원(서울)  - 전공신설 : K-culture 융합학과 K-뷰티 전공 신설
- 2019.03.01.       1. 대학원 편제 변경  1) 대학원 명칭변경 : 예술대학원(서울) → 한류문화대학원  2) 일반대학원  - 학과신설 : 동양문화학과(박사)  - 학과폐지 : 생명공학과(석사, 박사)  3) 공학대학원  - 정원 10명 감원 : 66명 -> 56명  - 전공명칭변경 : 도시및부동산개발전공 → 도시재생전공, 건설재료공학전공 → 건설재료‧시공공학전공, SDM전공 → 반도체공학전공  4) 예술대학원  - 정원 10명 증원 : 20명 -> 30명  - 전공신설 : 디자인‧공예학과 공공예술디자인전공, 시각‧금속디자인전공  - 전공폐지 : 미술학과 미술경영전공, 디자인‧공예학과 시각디자인전공, 장신구‧금속디자인전공  - 예술대학원 서울캠퍼스 폐지  5) 교육대학원  - 전공명칭변경 : 상업·정보교육전공 → 상업교육전공  6) 대체의학대학원  - 전공명칭변경 : 심리치료전공 -> 심리상담치료전공  7) 한류문화대학원 신설 (서울캠퍼스 예술대학원 폐지 후 변경)  - K-culture융합학과 : K-pop전공, K-culture management전공, K-드라마전공, 월드뮤직전공  - K-뷰티학과  - 공연예술학과  - 인터미디어학과 : 디지털영상전공  - 문화콘텐츠학과 : 독서지도전공, 시조창작전공  2. 행정조직 개편  - 교학처 폐지 : 교학처를 폐지하고, 서울 관리지원팀은 총무처 산하로 이관
- 2019.05.07.       행정조직 개편  - 총장직속기구 : 평가사업단 산하기구로 대학기관연구센터 신설  - 대학본부 : 교육혁신처 산하기구로 교육성과관리센터 신설  - 대학 : 융합교양대학 산하기구로 진성애교양교육연구센터, 의사소통센터 신설
- 2019.09.01.       1. 대학원 편제 변경  1) 일반대학원  - 학과신설 : 미디어커뮤니케이션학과 (석사/박사), 나노전자융합공학과 (석사/박사)  - 학과폐지 : 물리학과, 전자공학과, 산업보안학과, 미디어영상학과  2) 대체의학대학원  - 전공신설 : 동물매개자연치유전공  - 전공폐지 : 심리상담치료전공
- 2019.09.10.       행정조직 개편  - 교육혁신처 산하기구인 산학연교육센터를 산학협력단 산하기구로 이관
- 2020.05.18.       행정조직 개편  - 대학본부: 법무․ 노사협력실 신설 및 산하에 법무․ 노사협력팀 신설
- 2020.03.01.       1. 대학 편제 변경  - 휴먼인재융합대학을 인문대학, 예술체육대학으로 분리  - 소속 및 명칭변경 : 예술체육대학 스포츠과학부 시큐리티매니지먼트전공 → 예술체육대학 시큐리티매니지먼트학과  - 폐지 : 예술체육대학 스포츠과학부 레저스포츠전공 폐지  2. 대학원 편제 변경  1) 행정사회복지대학원  - 신설 : 상담심리학과 상담심리전공(석사) 신설  - 폐지 : 공공정책학과 공공커뮤니케이션전공(석사), 공공정책학과 행정법률서비스전공(석사) 폐지  2) 한류문화대학원  - 명칭변경 : K-Culture융합학과 월드뮤직전공 → K-Culture융합학과 공연음악전공  - 폐지 : K-Culture융합학과 K-드라마전공(석사)  3) 공학대학원  - 신설 : 프롭테크 전공(석사)  - 명칭변경 : 소방·도시방재전공 → 소방·방재전공(석사)  건설재료·시공전공 → 건축공학전공(석사)  품질·기술경영전공 → 서비스융합디자인공학전공(석사)  - 폐지 : 반도체공학전공(석사)  4) 교육대학원  - 신설 : 소프트웨어교육전공(석사)  - 폐지 : 국어교육전공(석사)
- 2020.05.01.       연구소 신설 : 범죄예방능동빅데이터연구소
- 2020.09.01.       대학원 편제 변경  - 일반대학원 학과신설 : 공공안전빅데이터심리분석학과(석사/박사)
- 2021.03.01.       대학 편제 변경  - 단과대학을 진성애교양대학, 인문대학, 예술체육대학, 사회과학대학, 소프트웨어경영대학, 융합과학대학, 창의공과대학, 관광문화대학으로 개편  - 인문대학 : 국어국문학과, 문예창작학과, 영어영문학과, 사학과, 문헌정보학과, 유아교육과, 글로벌어문학부(독어독문전공/프랑스어문전공/일어일문전공/러시아어문전공/중어중문전공)  - 예술체육대학 : FINE ARTS학부(서양화전공/미술경영전공/한국화전공/서예전공), 입체조형학과, 디자인비즈학부(시각정보디자인전공/산업디자인전공/장신구·금속디자인전공), 체육학과, 시큐리티매니지먼드학과, 스포츠과학부(스포츠건강과학전공/스포츠레저산업전공)  - 사회과학대학 : 공공안전학부(법학전공/경찰행정전공/범죄교정전공/사회복지전공/청소년전공), 공공인재학부(행정학전공/국제학전공), 경제학부(경제학전공/무역학전공/지식재산전공/응용통계전공)  - 소프트웨어경영대학 : AI컴퓨터공학부(컴퓨터공학전공/인공지능전공), ICT융합학부(산업경영공학전공/경영정보전공), 경영학부(경영학전공/회계세무전공/국제산업정보전공)  - 융합과학대학 : 수학과, 화학과, 나노공학과, 바이오융합학부(생명과학전공/식품생물공학전공)  - 창의공과대학 : 융합에너지시스템공학부(신소재공학전공/환경에너지공학전공/화학공학전공), 스마트시티공학부(건축공학전공/토목공학전공/도시·교통공학전공), 기계시스템공학부(기계공학전공/지능형로봇전공), 건축학과, 전자공학과  - 관광문화대학 : 관광학부(관광경영전공/관광개발전공/호텔경영전공/외식․조리전공/관광이벤트전공), 연기학과, 애니메이션학과, 미디어영상학과, 실용음악학과  대학원 편제 변경  1) 대체의학대학원  - 신설 : 매체테라피전공(석사) 신설  - 명칭변경 : 임상치유요가전공 → 마인드풀코칭전공(석사)  2) 교육대학원  - 전공폐지 : 청소년지도상담교육전공(석사), 소프트웨어교육전공(석사)  행정조직 개편  - 대학본부  (1) 교무처 학사지원팀 → 교육혁신처 학사혁신팀으로 개편  (2) 교육혁신처 기존 3개센터(교육인증관리센터, 교육성과관리센터, 비교과역량지원센터) → 교육혁신처 교육성과관리센터로 통합, 산하에 교육성과팀을 둠  (3) 교육혁신처 교수학습개발센터 산하 교육개발팀 → 교수학습팀으로 명칭 변경  (4) 교육혁신처 원격교육지원센터 신설, 산하에 원격교육팀을 둠
- 2021.09.01.       1. 행정조직 개편  - 행정사회복지대학원교학팀 명칭변경 : 행정사회복지대학원교학팀 → 행정복지상담대학원교학팀  2. 대학원 편제 변경  1) 일반대학원  - 신설 : 글로벌파인아트학과(석사)  2) 대체의학대학원  - 명칭변경 : 수기치료전공 → 수시·동작통합치료전공(석사)  3) 행정사회복지대학원  - 명칭변경 : 행정·사회복지대학원 → 행정복지상담대학원  4) 한류문화대학원  - 신설 : 문화콘텐츠학과 한국어·문화전공(석사)  - 폐지 : 인터미디어학과 디지털영상전공(석사)
- 2021.11.02.       1. 행정조직 개편  - 총장 직속기관 편성 : K-WITH융합교육원, 창업지원단  - 명칭변경 : 성평등센터 → 인권·성평등센터

- 2022.03.01.       대학 편제 변경  - 단과대학을 진성애교양대학, 인문대학, 예술체육대학, 사회과학대학, 소프트웨어경영대학, 융합과학대학, 창의공과대학, 관광문화대학으로 개편  - 인문대학 : 국어국문학과, 문예창작학과, 영어영문학과, 사학과, 문헌정보학과, 유아교육과, 글로벌어문학부(독어독문전공/프랑스어문전공/일어일문전공/러시아어문전공/중어중문전공)  - 예술체육대학 : FINE ARTS학부(서양화전공/미술경영전공/한국화전공/서예전공), 입체조형학과, 디자인비즈학부(시각정보디자인전공/산업디자인전공/장신구·금속디자인전공), 체육학과, 시큐리티매니지먼드학과, 스포츠과학부(스포츠건강과학전공/스포츠레저산업전공)  - 사회과학대학 : 공공안전학부(법학전공/경찰행정학전공/범죄교정학전공/사회복지학전공/청소년학전공), 공공인재학부(행정학전공/국제학전공), 경제학부(경제학전공/무역학전공/지식재산학전공/응용통계학전공)  - 소프트웨어경영대학 : AI컴퓨터공학부(컴퓨터공학전공/인공지능전공), ICT융합학부(산업시스템공학전공/경영정보전공), 경영학부(경영학전공/회계세무학전공/국제산업정보전공)  - 융합과학대학 : 수학과, 화학과, 나노공학과, 바이오융합학부(생명과학전공/식품생물공학전공)  - 창의공과대학 : 융합에너지시스템공학부(신소재공학전공/환경에너지공학전공/화학공학전공), 스마트시티공학부(건축공학전공/건설시스템공학전공/도시·교통공학전공), 기계시스템공학부(기계공학전공/지능형로봇전공), 건축학과, 전자공학과  - 관광문화대학 : 관광학부(관광경영전공/관광개발전공/호텔경영전공/외식․조리전공/관광이벤트전공), 연기학과, 애니메이션학과, 미디어영상학과, 실용음악학과  대학원 편제 변경  1) 일반대학원  - 전공신설 : SW안전보안학과(석사, 박사)  - 명칭변경 : 교정보호학과 → 범죄교정학과(석사)  - 명칭변경 : 산업경영공학과 → 산업시스템공학과(석사, 박사)  2) 예술대학원  - 전공폐지 : 디자인‧공예학과 도예전공  - 명칭변경 : 미술학과 아동미술지도전공 → 미술학과 아동‧실버미술지도전공(석사)
- 2022.07.22.       제11대 총장에 이윤규 박사 취임
- 2022.09.01.       일반대학원 편제 변경  - 전공신설 : 미술치료학과(박사)  - 명칭변경 : 공공안전빅데이터심리분석학과 → 공공안전빅데이터학과(석사, 박사)  - 전공 폐지 : 범죄교정학과(석사, 박사)
- 2023.03.01.       대학 편제 변경  - 단과대학을 진성애교양대학, 인문대학, 예술체육대학, 사회과학대학, 소프트웨어경영대학, 융합과학대학, 창의공과대학, 관광문화대학으로 개편  - 인문대학 : 국어국문학과, 영어영문학과, 사학과, 문헌정보학과, 유아교육과, 글로벌어문학부(독어독문전공/프랑스어문전공/일어일문전공/러시아어문전공/중어중문전공)  - 예술체육대학 : FINE ARTS학부(서양화전공/미술경영전공/한국화전공/서예전공), 입체조형학과, 디자인비즈학부(시각정보디자인전공/산업디자인전공/장신구·금속디자인전공), 체육학과, 시큐리티매니지먼드학과, 스포츠과학부(스포츠건강과학전공/스포츠레저산업전공)  - 사회과학대학 : 법학과, 공공안전학부(경찰행정학전공/범죄교정학전공, 휴먼서비스학부(사회복지학전공/청소년학전공), 공공인재학부(행정학전공/국제학전공), 경제학부(경제학전공/무역학전공/지식재산학전공/응용통계학전공)  - 소프트웨어경영대학 : AI컴퓨터공학부(컴퓨터공학전공/인공지능전공, SW안전보안전공), 산업경영정보공학과, 경영학부(경영학전공/회계세무학전공)  - 융합과학대학 : 수학과, 화학과, 나노공학과, 바이오융합학부(생명과학전공/식품생물공학전공)  - 창의공과대학 : 융합에너지시스템공학부(신소재공학전공/화학공학전공), 사회에너지시스템공학과, 스마트시티공학부(건축공학전공/도시·교통공학전공), 기계시스템공학부(기계공학전공/지능형로봇전공), 건축학과, 전자공학부(나노·반도체전공/정보통신시스템전공)  - 관광문화대학 : 호텔외식경영학부(호텔경영전공/외식․조리전공), 연기학과, 애니메이션학과, 미디어영상학과, 실용음악학과, 관광개발경영학과, 관광문화콘텐츠학과  대학원 편제 변경  1) 교육대학원  - 전공신설 : 교육산업전공(석사)  2) 행정복지상담대학원  - 전공 폐지 : 행정학과 일반행정전공

### 역대 총장
| 대수      | 성명   | 임기                   | 비고                  |
| 초대      | 김한주 | 1985년 3월~1988년 8월  | 자세한 정보 링크 참고 |
| 제2대     | 나민수 | 1988년 12월~1989년 8월 | 자세한 정보 링크 참고 |
| 제3대     | 박노우 | 1990년 7월~1993년 7월  | 자세한 정보 링크 참고 |
| 제4,5,6대 | 손종국 | 1993년 7월~2004년 5월  | 자세한 정보 링크 참고 |
| 제7대     | 이태일 | 2005년 5월~2009년 4월  | 자세한 정보 링크 참고 |
| 제8대     | 최호준 | 2009년 5월~2013년 1월  | 자세한 정보 링크 참고 |
| 제9대     | 김기언 | 2013년 3월~2017년 2월  | 자세한 정보 링크 참고 |
| 제10대    | 김인규 | 2017년 6월~2021년 5월  | 자세한 정보 링크 참고 |
| 제11대    | 이윤규 | 2022년 7월~2026년 7월  | 자세한 정보 링크 참고 |

## 개설 대학·학과
| 구분   | 캠퍼스      | 대학                                                                                              | 학과 | 참고페이지 |
| 학부   | 수원        | 진성애교양대학                                                                                    | 교직학부 교양학부 진성애교양교육연구센터 |            |
| 학부   | 수원        | 인문대학                                                                                          | - 국어국문학과 - 영어영문학과 - 사학과 - 문헌정보학과 - 문예창작학과 - 유아교육과 - [글로벌어문학부] - 독어독문전공 - 프랑스어문전공 - 일어일문전공 - 중어중문전공 - 러시아어문전공                                                                                       |            |
| 학부   | 수원        | 예술체육대학                                                                                      | - 입체조형학과 - 체육학과 - 시큐리티매니지먼트학과 - [디자인비즈학부] - 시각정보디자인전공 - 산업디자인전공 - 장신구금속디자인전공 - [Fine Arts학부] - 한국화전공 - 서양화전공 - 미술경영전공 - 서예전공 - [스포츠과학부] - 스포츠건강과학전공 - 스포츠레저산업전공       |            |
| 학부   | 수원        | 사회과학대학                                                                                      | - 법학과 - 무역학과 - [공공안전학부] - 범죄교정심리학전공 - 경찰행정학전공 - [휴먼서비스학부] - 사회복지학전공 - 청소년학전공 - [공공인재학부] - 행정학전공 - 정치외교학전공 - [경제학부] - 경제학전공 - 응용통계학전공 - 지식재산학전공                                  |            |
| 학부   | 수원        | 소프트웨어경영대학                                                                                | - [경영학부] - 경영학전공 - 회계세무학전공 - 산업경영정보공학과 - [AI컴퓨터공학부] - 컴퓨터공학전공 - 인공지능전공 - SW안전보안전공 |            |
| 학부   | 수원        | 융합과학대학                                                                                      | - 수학과 - 화학과 - [바이오융합학부] - 생명과학전공 - 식품생물공학전공 |            |
| 학부   | 수원        | 창의공과대학                                                                                      | - 건축학과 - 사회에너지시스템공학과 - 기계시스템공학과 - [전자공학부] - 나노ㆍ반도체전공 - 정보통신시스템전공 - [신소재화학공학부] - 신소재공학전공 - 화학공학전공 - [스마트시티공학부] - 건축공학전공 - 도시ㆍ교통공학전공 - 건축안전공학과(계약학과) - 공학교육혁신센터 |            |
| 학부   | 서울        | 관광문화대학                                                                                      | - 연기학과 - 애니메이션학과 - 미디어영상학과 - 실용음악학과 - 관광개발경영학과 - 관광문화콘텐츠학과 - [호텔외식경영학부] - 호텔경영전공 - 외식·조리전공 - 외식조리·관광서비스학과                                                                                         |            |
| 구분   | 유형        | 설치유형                                                                                          | 설치유형 | 참고페이지 |
| 대학원 | 일반 대학원 | 경기대학교 일반대학원                                                                             | 경기대학교 일반대학원 |            |
| 대학원 | 서울        | 서비스경영전문대학원 정치전문대학원 관광전문대학원 예술대학원(서울) 대체의학대학원 한류문화대학원 | 서비스경영전문대학원 정치전문대학원 관광전문대학원 예술대학원(서울) 대체의학대학원 한류문화대학원 |            |
| 대학원 | 수원        | 행정·사회복지대학원 교육대학원 공학대학원 예술대학원(수원) 한류문화대학원                         | 행정·사회복지대학원 교육대학원 공학대학원 예술대학원(수원) 한류문화대학원 |            |

경기대학교는 서울캠퍼스와 수원캠퍼스로 나뉜다. 서울캠퍼스의 전공은 대학본부를 수원캠퍼스로 옮긴 후부터 2000년까지 야간학부만 존재했으나, 1998년에는 연기전공 신설되었고, 2000학년도부터 다중매체영상학부의 5개의 학과인 정치매체관리학전공, 영상전공, 애니메이션전공, 전자디지털음악전공, 주간학과로 신설되었으며 그 후 관광대학, 행정학과, 법학과, 경제학과가 주간으로 전환되었다. 2016년에 서울캠퍼스에 있던 인문계열 8개 학과를 수원캠퍼스로, 수원캠퍼스의 관광계열 3개 학과를 서울캠퍼스로 통폐합시키면서 서울캠퍼스를 관광·예술 분야로 이원화하였고, 대학 직제개편을 단행해 9개 단과대학을 6개로 통폐합하였다.
2017년 4월, 대학 측에서 대학 구조조정안을 발표하고, 이사회에서 의결되면서 다시 한번 학과가 조정을 발표하자 이에 대해 학생들은 반발하고 있다.

### 인문사회대학
인문사회대학은 수원캠퍼스에 있다. 2011년에 국제대학에 있던 러시아학과가 인문대학으로 편입되면서 러시아어문학과로 바뀌었다. 2016년에 서울캠퍼스에 있던 국어국문학과, 영어영문학과, 법학과, 행정학과가 수원캠퍼스로 통폐합되었으며, 2017년에 인문대학과 사회과학대학을 인문사회대학으로 통합하였다.
| 인문대학 | 사회과학대학 |
| --- | --- |
| - 국어국문학과 - 영어영문학과 - 사학과 - 문헌정보학과 - 문예창작학과 - 유아교육과 - [글로벌어문학부] - 독어독문전공 - 프랑스어문전공 - 일어일문전공 - 중어중문전공 - 러시아어문전공 | - 행정학과 보관됨 2018-12-02 - 웨이백 머신 - 사회복지학과 보관됨 2018-12-02 - 웨이백 머신 - 교정보호학과 보관됨 2018-12-02 - 웨이백 머신 - 청소년학과 보관됨 2018-12-02 - 웨이백 머신 - 경찰행정학과 보관됨 2018-12-02 - 웨이백 머신 - 법학부_법학과 보관됨 2018-12-02 - 웨이백 머신 - 국제학부_국제관계학과 보관됨 2018-12-02 - 웨이백 머신 - 국제학부_국제산업정보학과 보관됨 2021-05-10 - 웨이백 머신 |

### 경상대학
경상대학은 수원캠퍼스에 있다. 서울캠퍼스에 있던 경영학과, 무역학과, 회계세무학과가 수원캠퍼스로 통폐합되었다.
| 경상대학 |
| --- |
| - 경제학과 보관됨 2018-12-02 - 웨이백 머신 - 경영학과 보관됨 2018-12-02 - 웨이백 머신 - 무역학과 - 회계세무학과 - 응용통계학과 보관됨 2018-12-02 - 웨이백 머신 - 경영정보학과 - 지식재산학과 |

### 관광문화대학
관광문화대학은 서울캠퍼스에 있다. 기존에 관광경영학과, 호텔경영학과는 서울캠퍼스에 개설되어 있고 관광개발학과, 관광이벤트학과, 외식조리학과는 수원캠퍼스에 개설되어 있었다. 하지만 구조조정으로 2015년부터 수원캠퍼스 관광대학의 이벤트학과, 관광개발학과, 외식조리학과 등 3개 학과를 서울캠퍼스로 이전하였다. 2017년에 관광대학과 예술대학 서울캠퍼스를 관광문화대학으로 통합하였다.
| 관광대학                                                                                       | 예술대학(서)                                                                                          |
| ---------------------------------------------------------------------------------------------- | --- |
| - 관광경영학과 - 호텔경영학과 - 관광개발학과 - 외식·조리학과 - 관광이벤트학과 - 외식조리과학과 | - 연기학과 - 애니메이션영상학과 - 전자디지털음악학과 - 미디어영상학과 보관됨 2020-11-15 - 웨이백 머신 |

### 이공대학
이공대학은 수원캠퍼스에 있다. 2017년에 자연과학대학과 공과대학을 이공대학으로 통합하였다.
| 자연과학대학 | 공과대학 |
| --- | --- |
| - 수학과 보관됨 2018-12-02 - 웨이백 머신 - 전자물리학과 보관됨 2018-12-02 - 웨이백 머신 - 화학과 보관됨 2018-12-02 - 웨이백 머신 - 생명과학과 - 식품생물공학과 보관됨 2018-12-02 - 웨이백 머신 - 컴퓨터과학과 - 융합보안학과 보관됨 2018-12-02 - 웨이백 머신 | - 건축학과 - 플랜트·건축공학과 보관됨 2018-12-02 - 웨이백 머신 - 토목공학과 - 환경에너지공학과 보관됨 2018-12-02 - 웨이백 머신 - 전자공학과 보관됨 2018-12-02 - 웨이백 머신 - 기계시스템공학과 보관됨 2021-05-10 - 웨이백 머신 - 산업경영공학과 보관됨 2018-12-02 - 웨이백 머신 - 신소재공학과 보관됨 2018-12-02 - 웨이백 머신 - 도시·교통공학과 보관됨 2018-12-02 - 웨이백 머신 - 화학공학과 |

### 예술체육대학
예술체육대학은 수원캠퍼스에 있다. 2017년에 예술대학 수원캠퍼스와 체육대학을 예술체육대학으로 통합하였다.
| 예술대학(수) | 체육대학                                                                        |
| --- | ------------------------------------------------------------------------------- |
| - 시각정보디자인학과 - 산업디자인학과 - 장신구·금속디자인학과 - 서양화·미술경영학과 보관됨 2021-12-17 - 웨이백 머신 - 한국화·서예학과 보관됨 2021-12-17 - 웨이백 머신 - 입체조형학과 보관됨 2021-12-17 - 웨이백 머신 | - 체육학과 - 사회체육학과 - 스포츠경영학과 - 레저스포츠·건강학과 - 경호보안학과 |

### 융합교양대학
융합교양대학(본부대학)은 수원캠퍼스에 있다.
| 융합교양대학                                                                   |
| ------------------------------------------------------------------------------ |
| - 교양학부 - 교직학부 - 진성애교양교육연구센터 - 의사소통센터 - 감성SW교육센터 |

## 편의시설

### 수원캠퍼스
| 2강의동 로비   | 011-787-3925  | 오전 8시 40분 ~오후 7시  |
| 종합강의동 1층 | 010-3209-5561 | 오전 9시 ~ 오후 8시 30분 |
| 9강의동 1층    | 011-9984-3536 | 오전 8시 ~ 오후 8시      |
| 7강의동 1층    | 010-4810-3381 | 오전 8시 ~ 오후 8시      |

| 복지관 지하 1층             | 031) 207-2254 | 오전 9시 ~ 오후 7시                              |
| 제2복지관 2층               | 031)241-3196  | 오전 11시 ~ 오후6시 50분 (오전 9-11시 라면 가능) |
| 도서관 뒤, 교수 연구동 사이 | 031) 241-8636 | 오전 11시 ~ 오후 7시                             |

| 도서관     | 평일 오전 8시10분~오후9시 토요일 오전 9시~오후 5시 방학기간 오전 9시~오후 5시    |
| 종합강의동 | 평일 오전 8시30분~오후 8시 토요일 오전 9시30분~오후3시 방학기간 오전 9시~오후5시 |

| 제2복지관 1층 | 오전 8시 ~ 오후 6시          | 070-8885-941 |
| 제3복지관 2층 | 오전 7시30분 ~ 오후 7시 30분 | 031-256-2987 |

| 복지관 1층 | 평일 08:00 ~ 22:00, 주말 및 공휴일 09:00 ~ 17:00 | 031)249-8797 |
| 제2복지관  | 월~금 7:00 ~ 22:00 토요일및공휴일 8:00~17:00     | 031)241-9353 |

### 서울캠퍼스
| 1 | | 구내서점 |
| 1 | - 위치 : 구학생회관 1층 - 영업시간: 학기중 오전 11시 ~ 오후 4시                                                             |          |
| 2 | | 구내식당 |
| 2 | - 위치 : 식당동 - 영업시간 학기중: 오전11시:30분 ~ 오후 8시30분 방학중: 오전 11시 ~ 오후 6시                                |          |
| 3 | | 매점     |
| 3 | - 위치 : 학생복합회관4층 식당옆 - 영업시간: 학기중 오전 11시30분 ~ 오후 8시 30분                                            |          |
| 4 | | 복사실   |
| 4 | - 위치 : 구학생회관 1층, 도서관 지하 1층 - 영업시간 학생회관 1층: 오전 9시 ~ 오후 10시40분 도서관: 오전 9시 ~ 오후 9시 30분 |          |

## 대학원
대학원은 서울캠퍼스와 수원캠퍼스에 있다.
| 일반대학원(서울/수원) | 전문대학원(서울)                                   | 특수대학원                                                                                           |
| --------------------- | -------------------------------------------------- | --- |
| 일반대학원(서울/수원) | 서비스경영전문대학원 정치전문대학원 관광전문대학원 | 행정·사회복지대학원 교육대학원 공학대학원 예술대학원(서울) 대체의학대학원(서울) 한류문화대학원(서울) |

## 사진

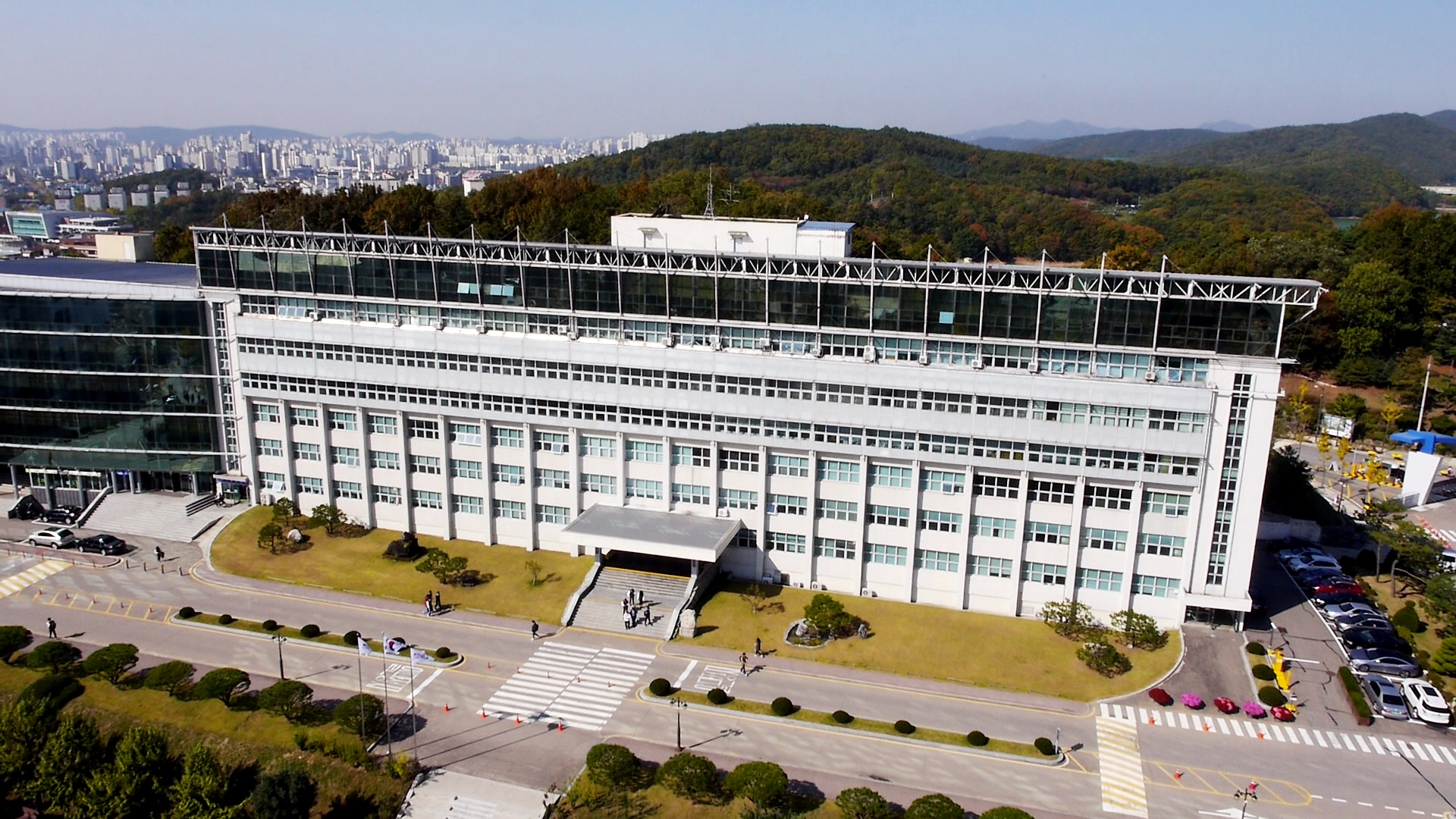
1 강의동 (진리관)
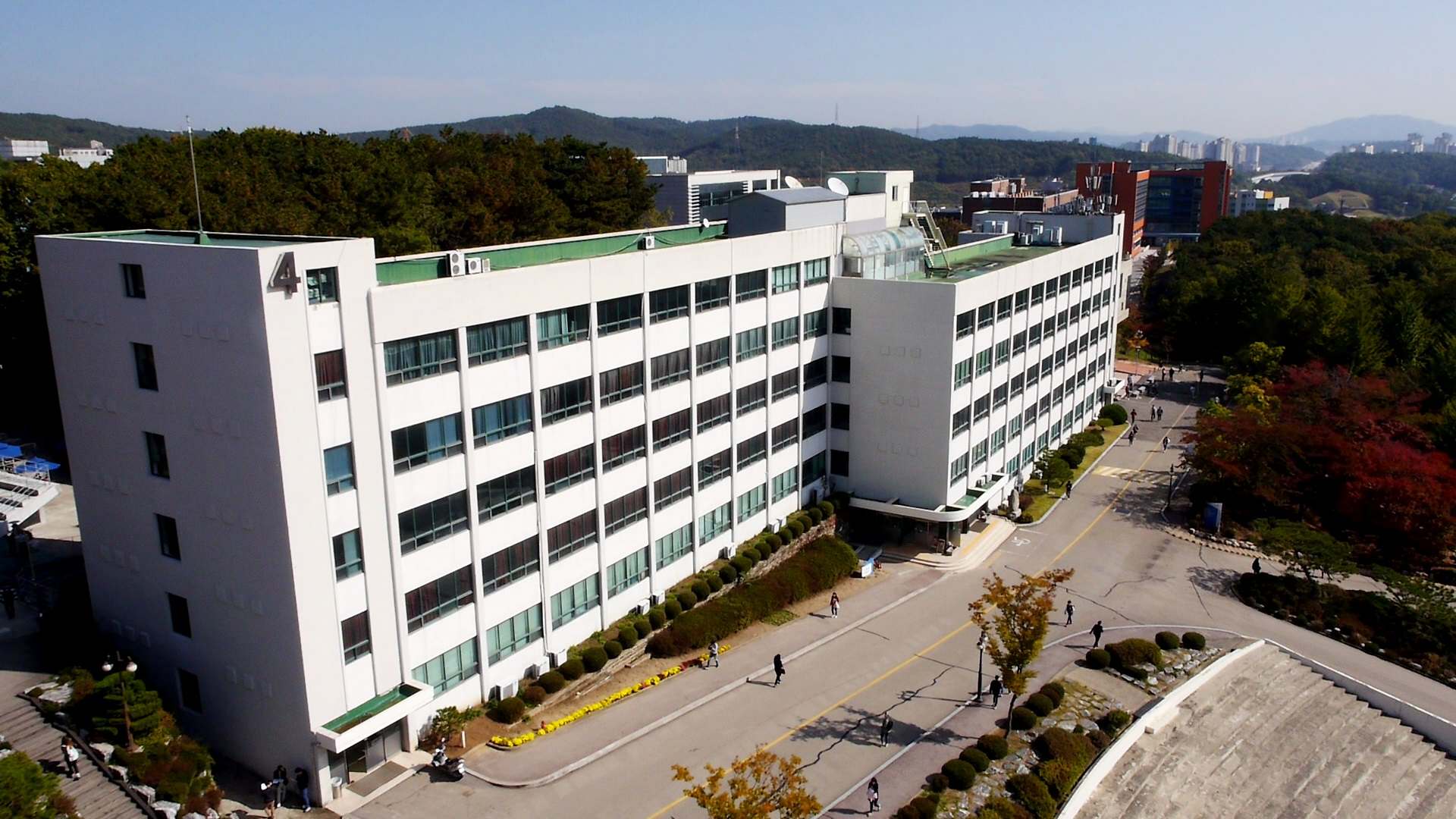
4 강의동 (예지관)
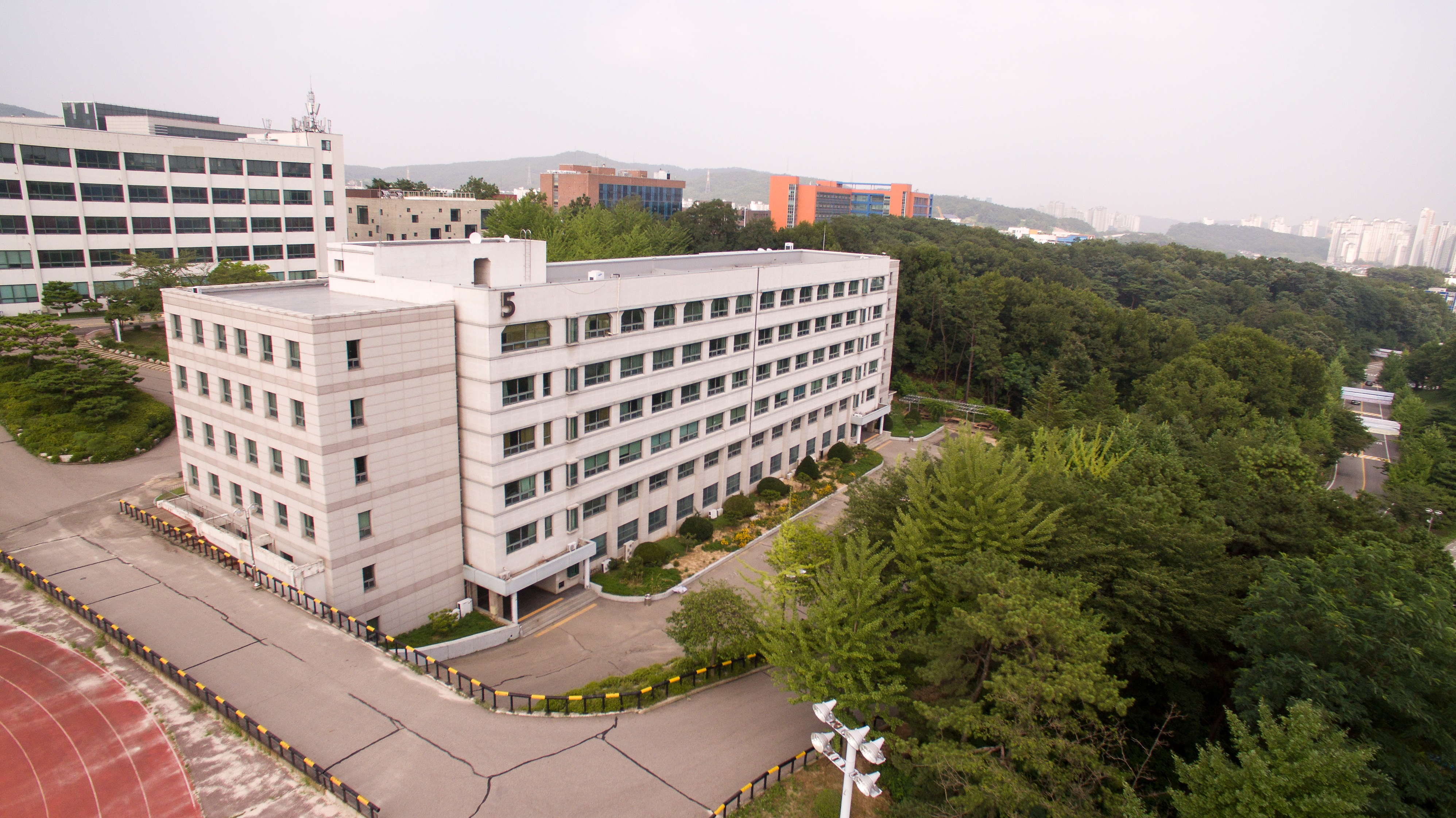
5 강의동 (덕문관)
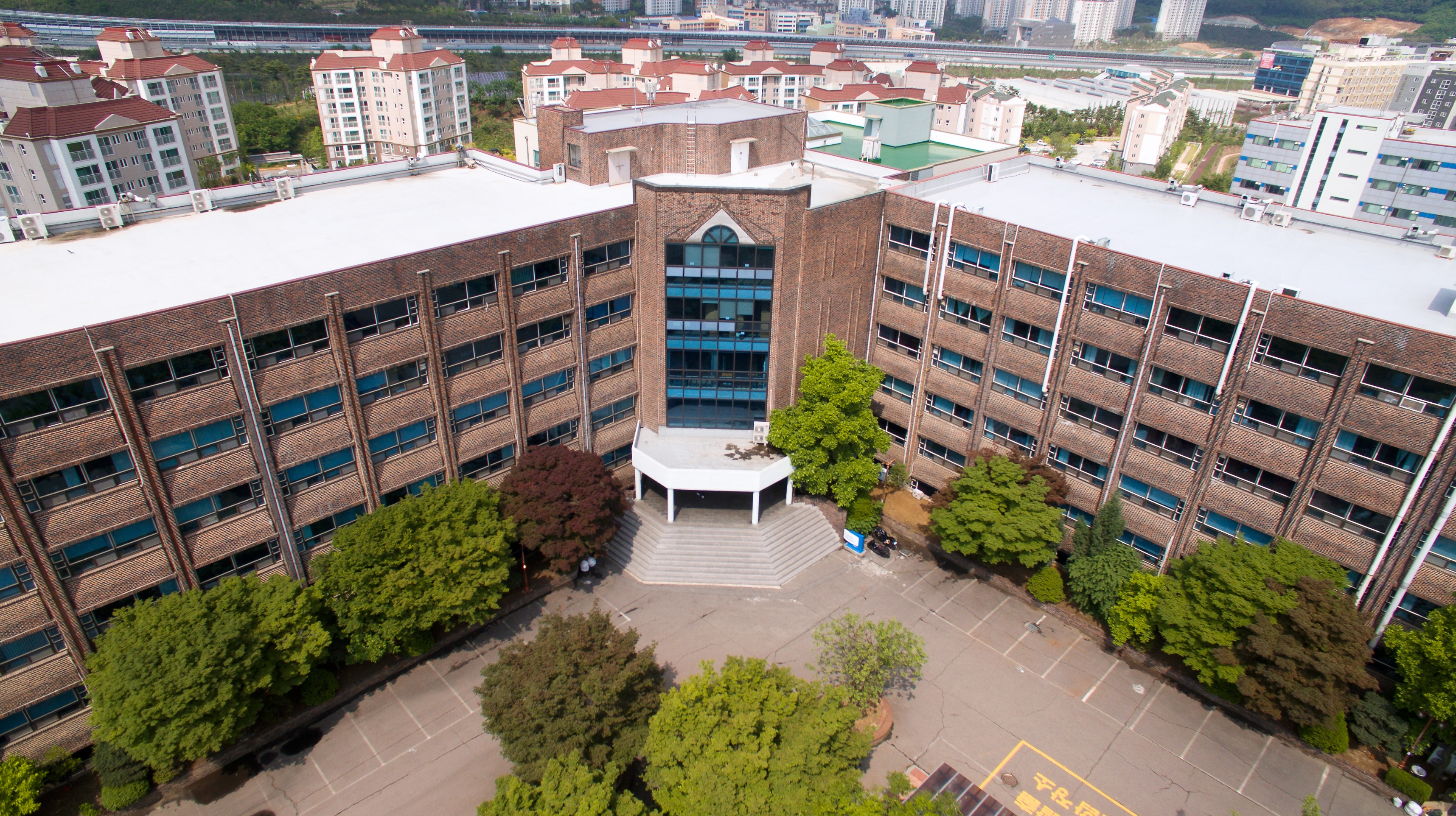
8 강의동 (육영관)
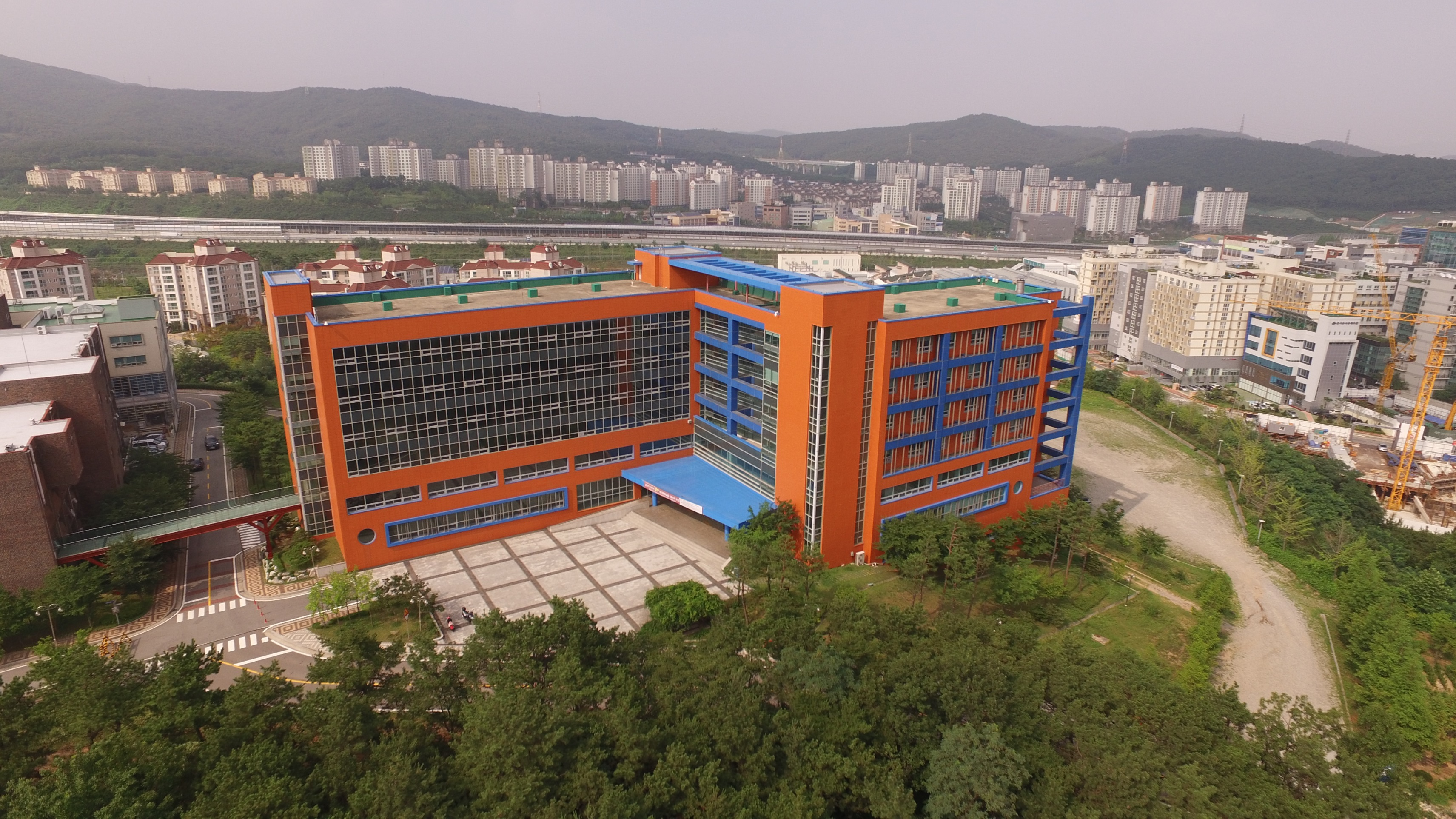
제2공학관
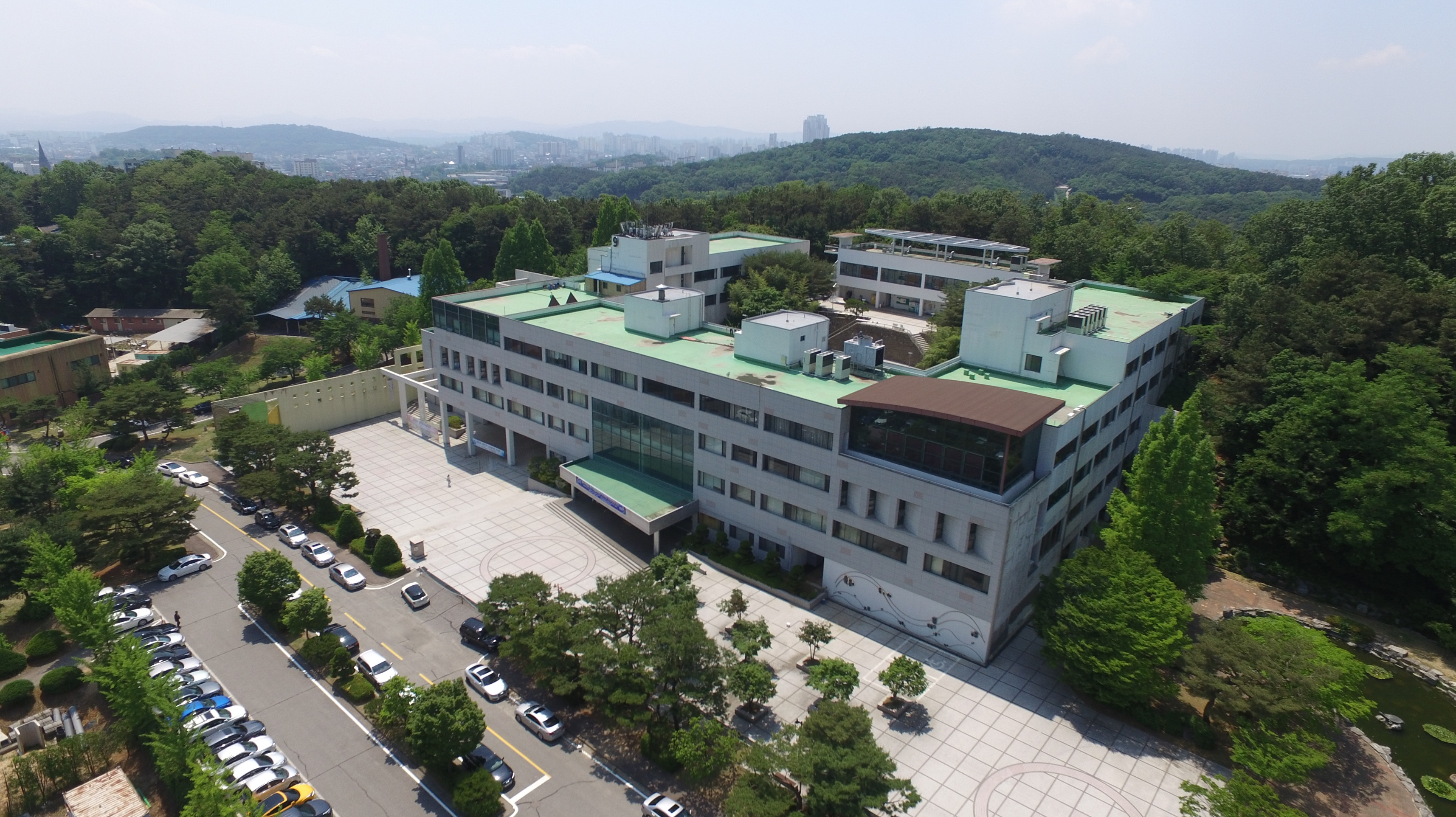
9 강의동 (호연관)
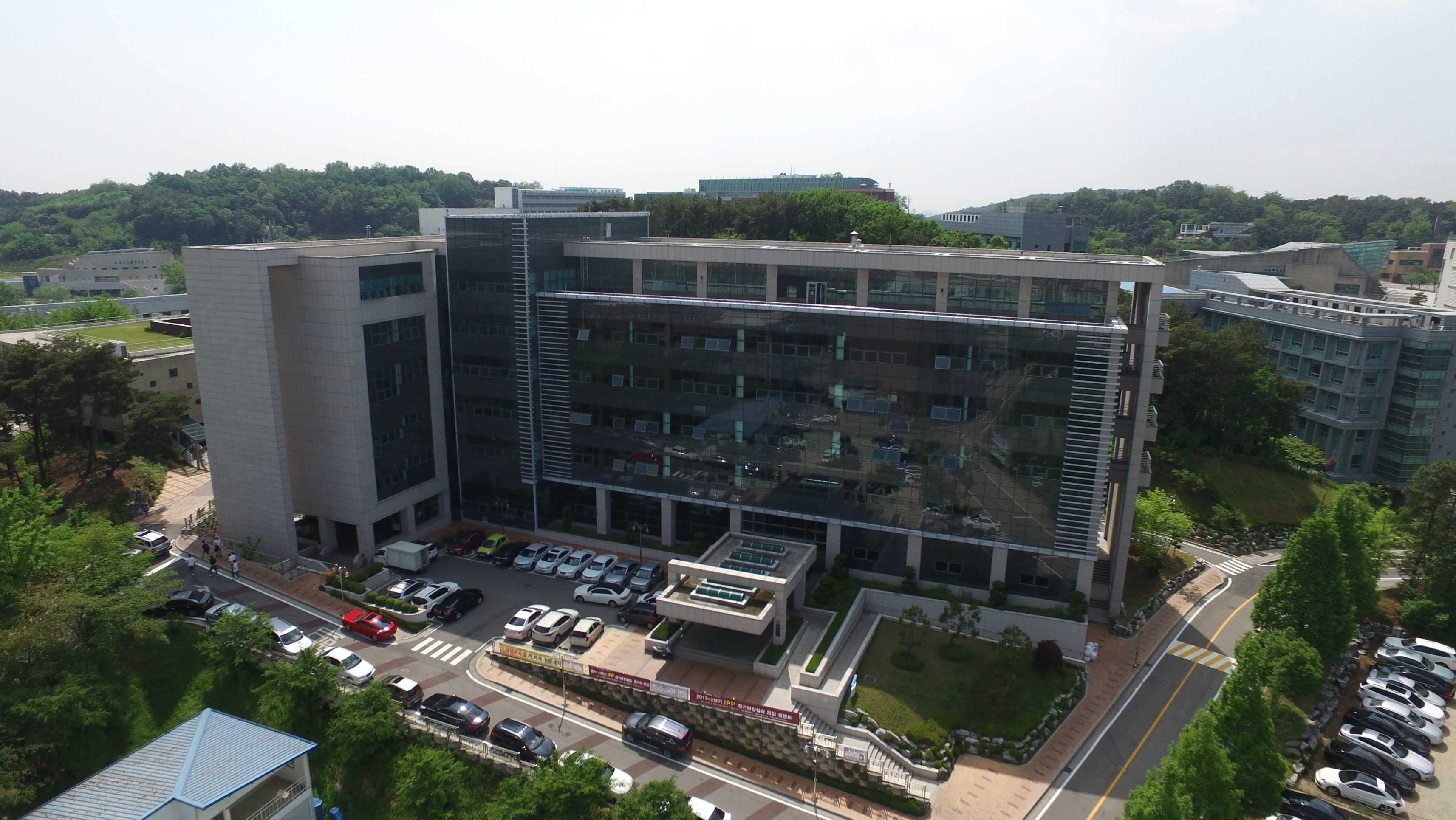
종합강의동
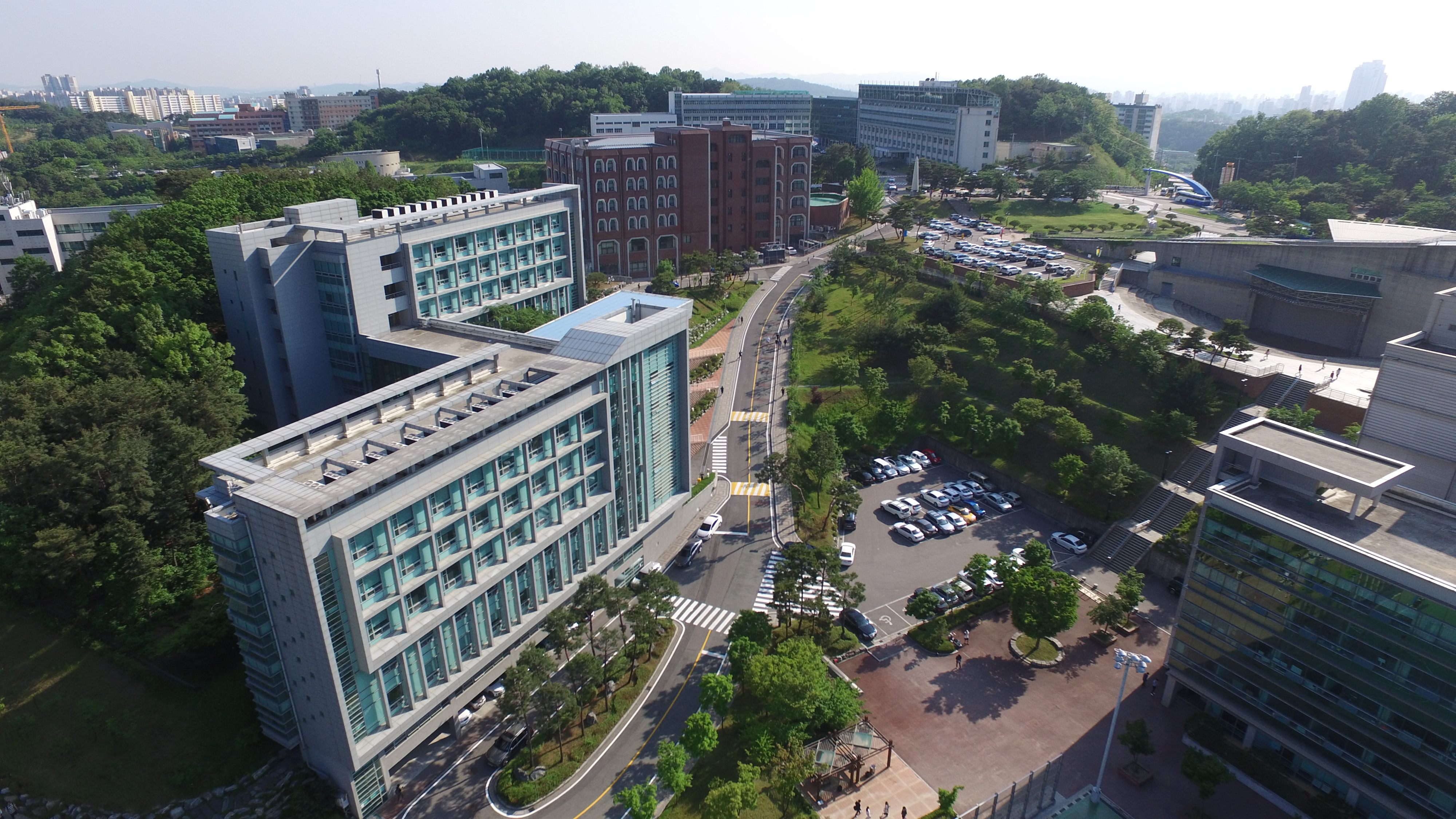
교수연구동
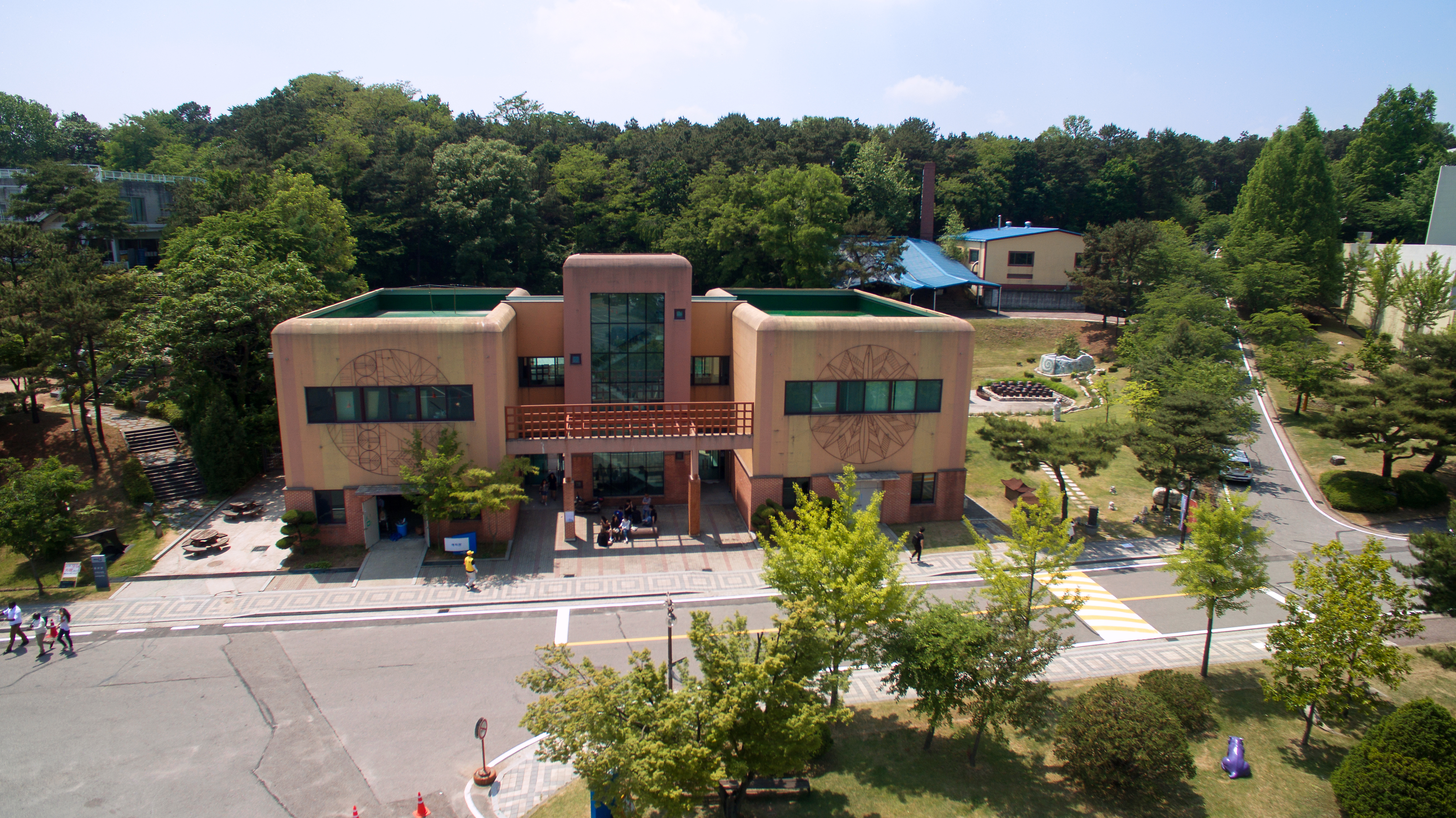
예학관 (조각실습동)
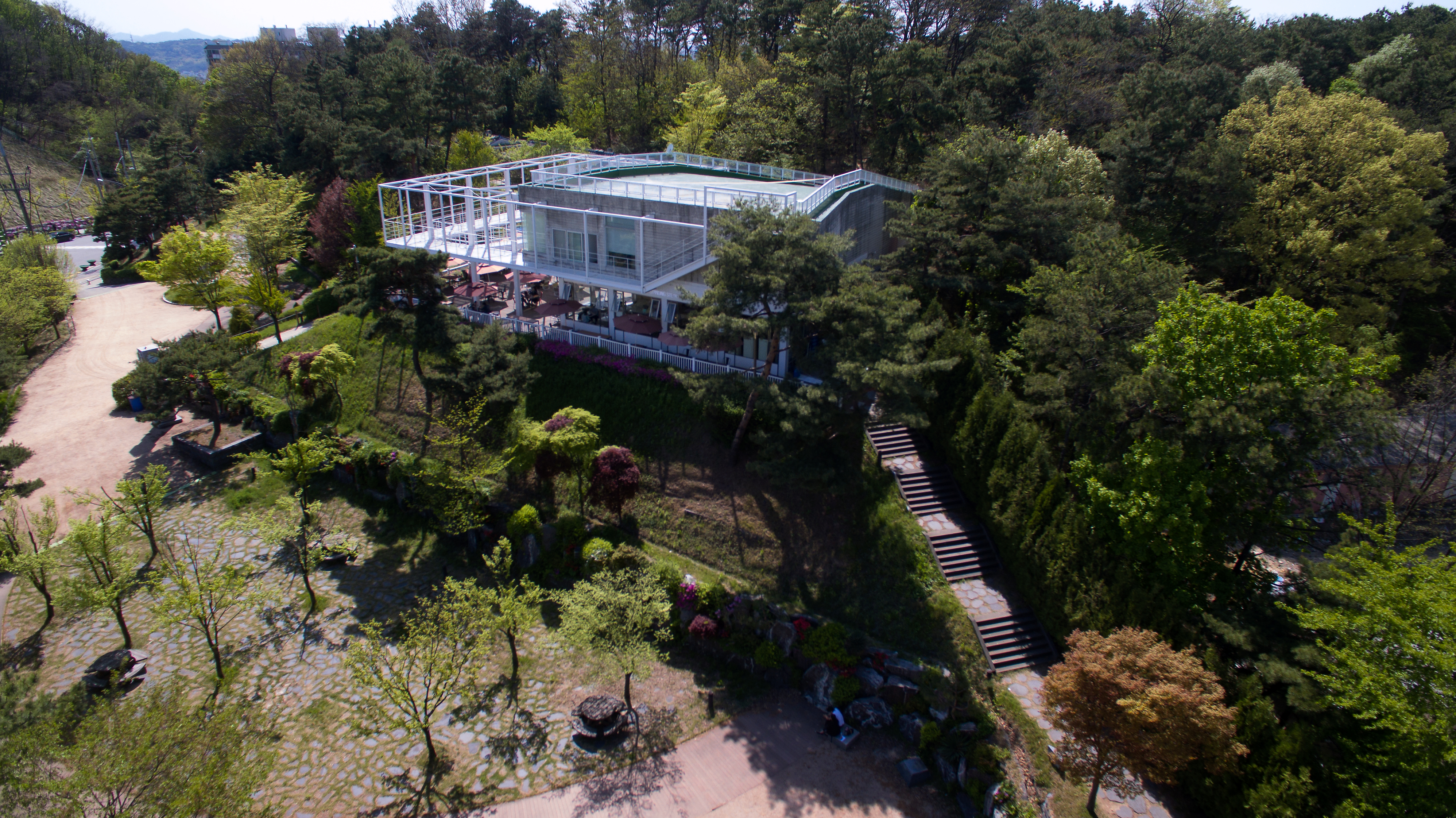
홍보관
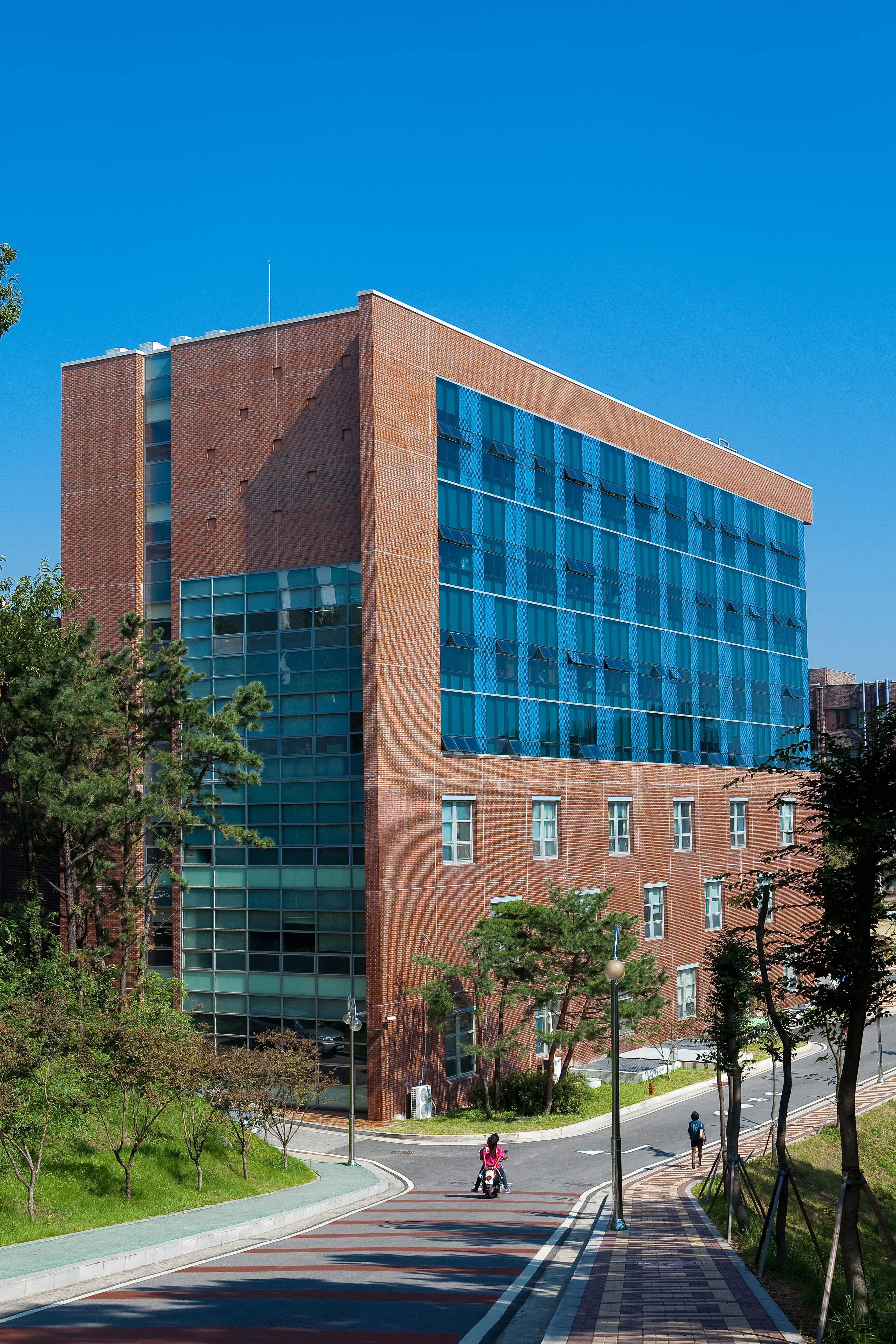
산학협력단 (창업보육센터)
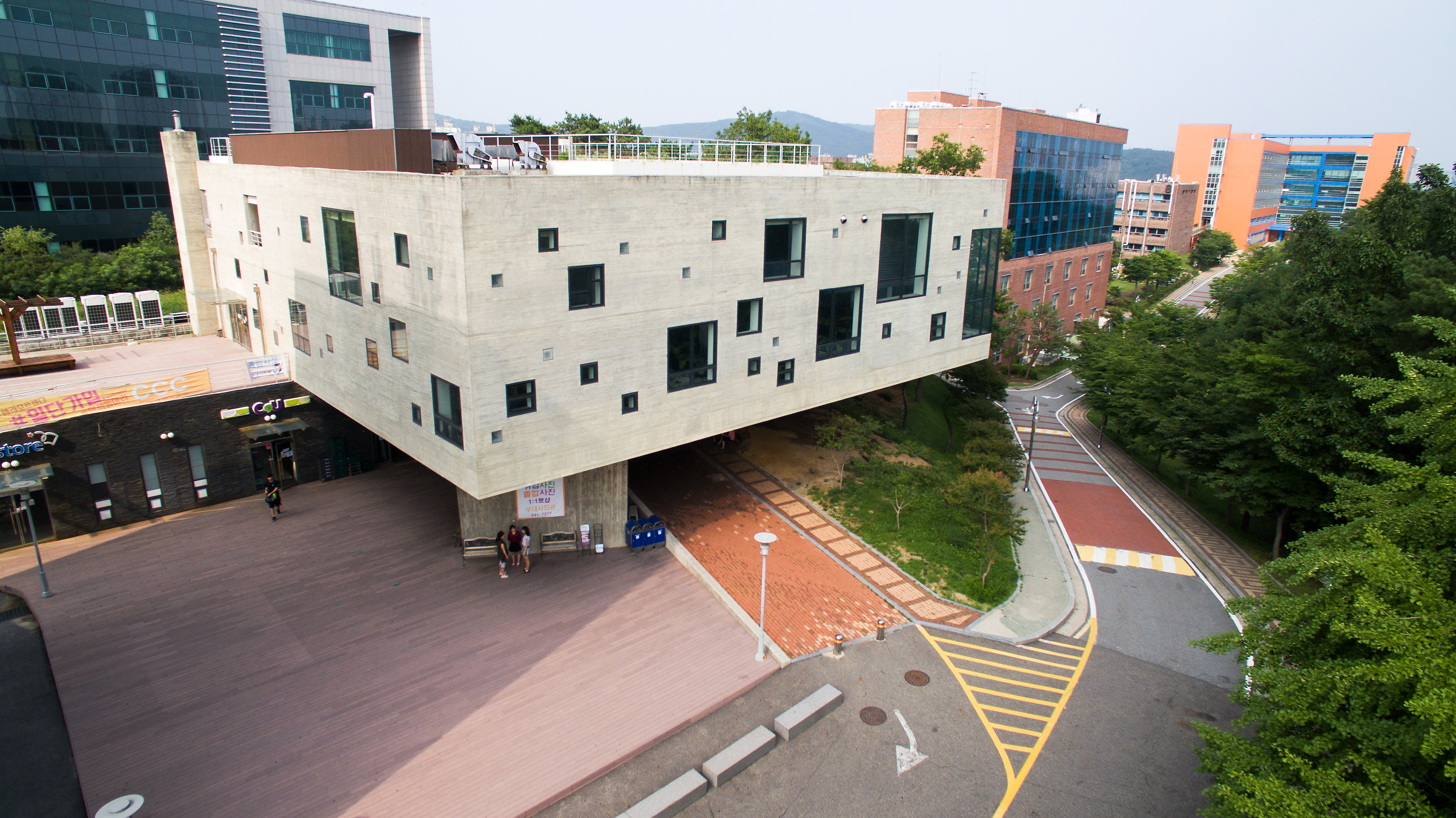
E-스퀘어 (학생식당)
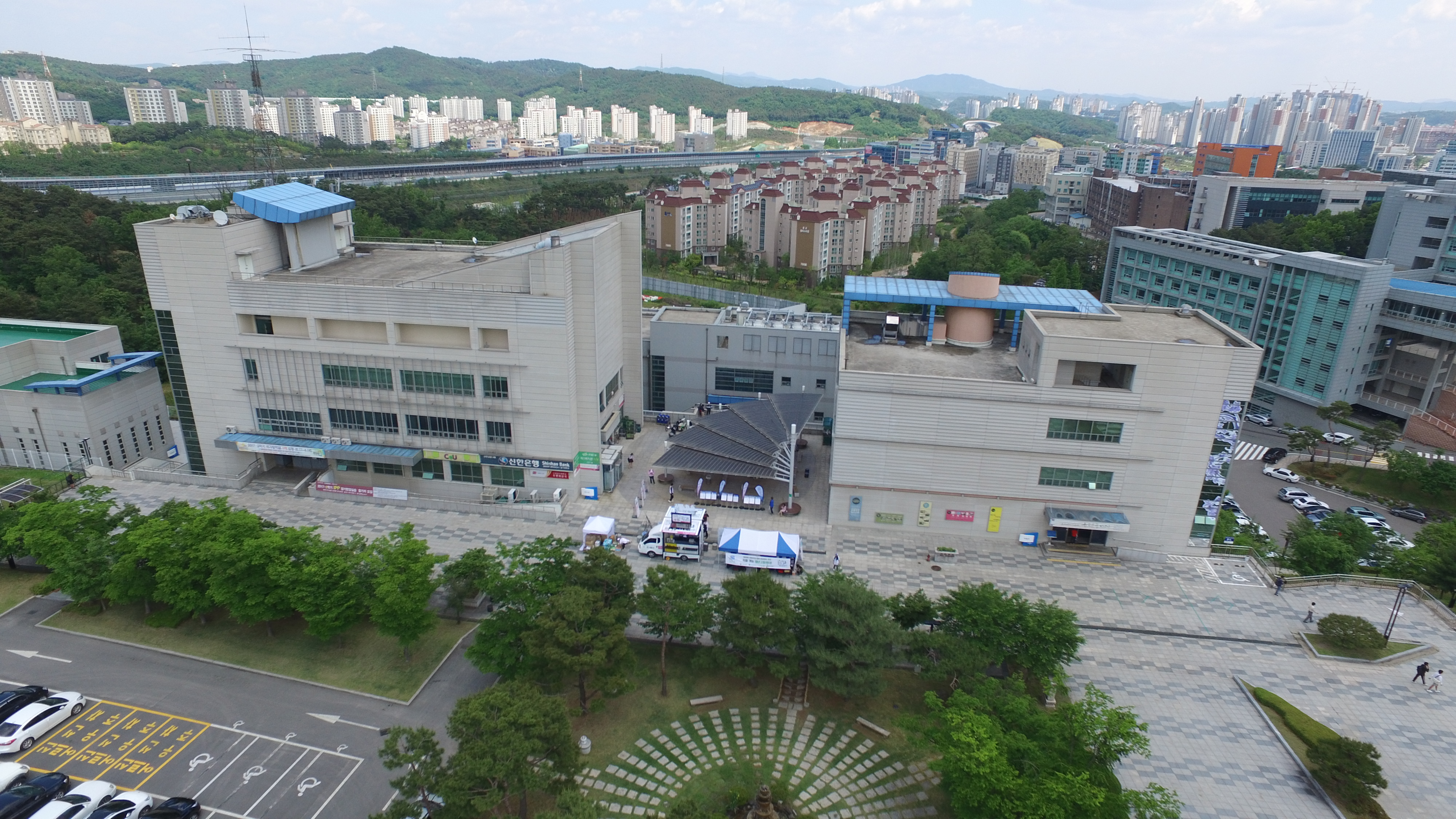
복지관, 소성박물관
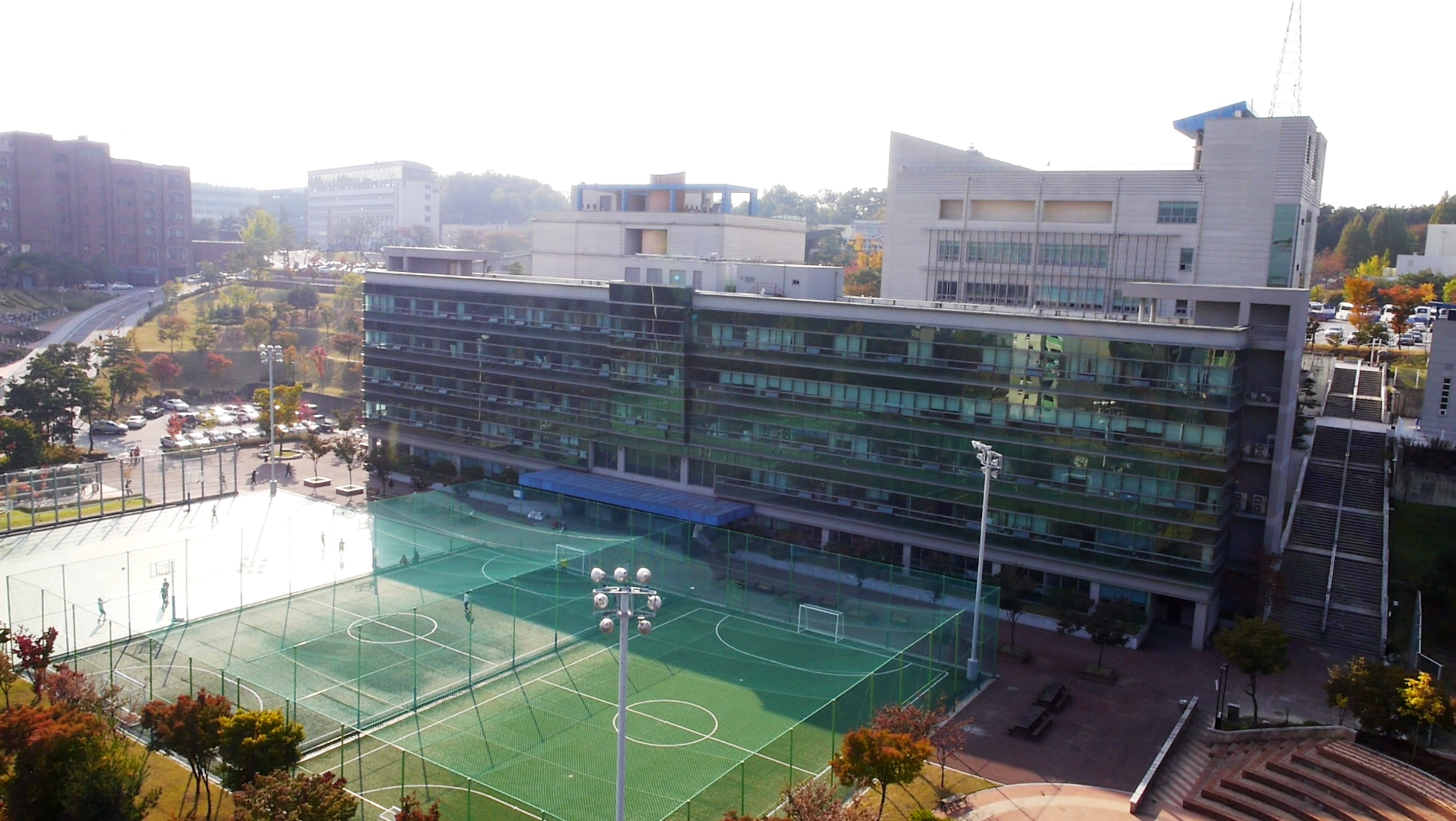
학생회관
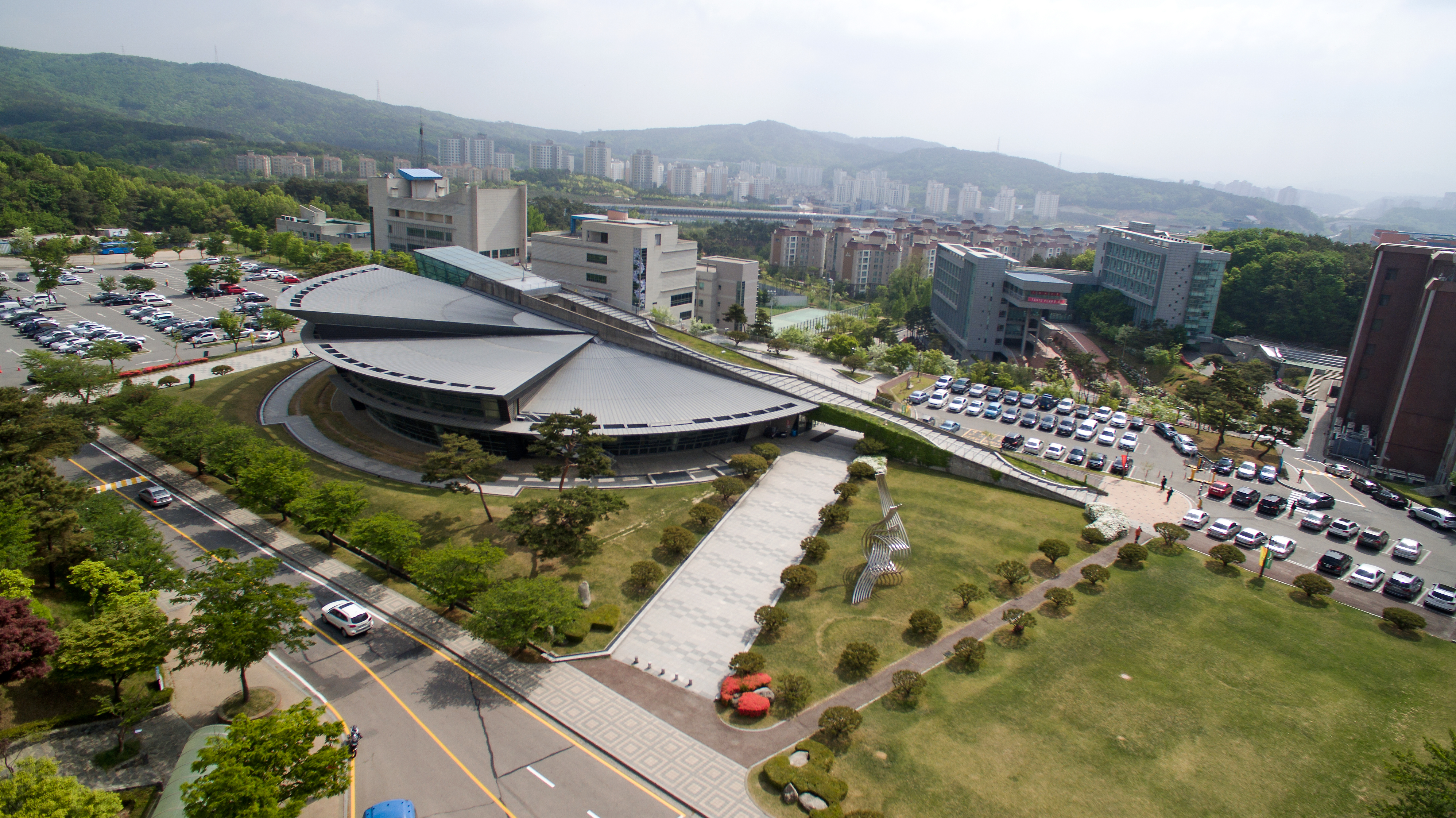
텔레컨벤션센터
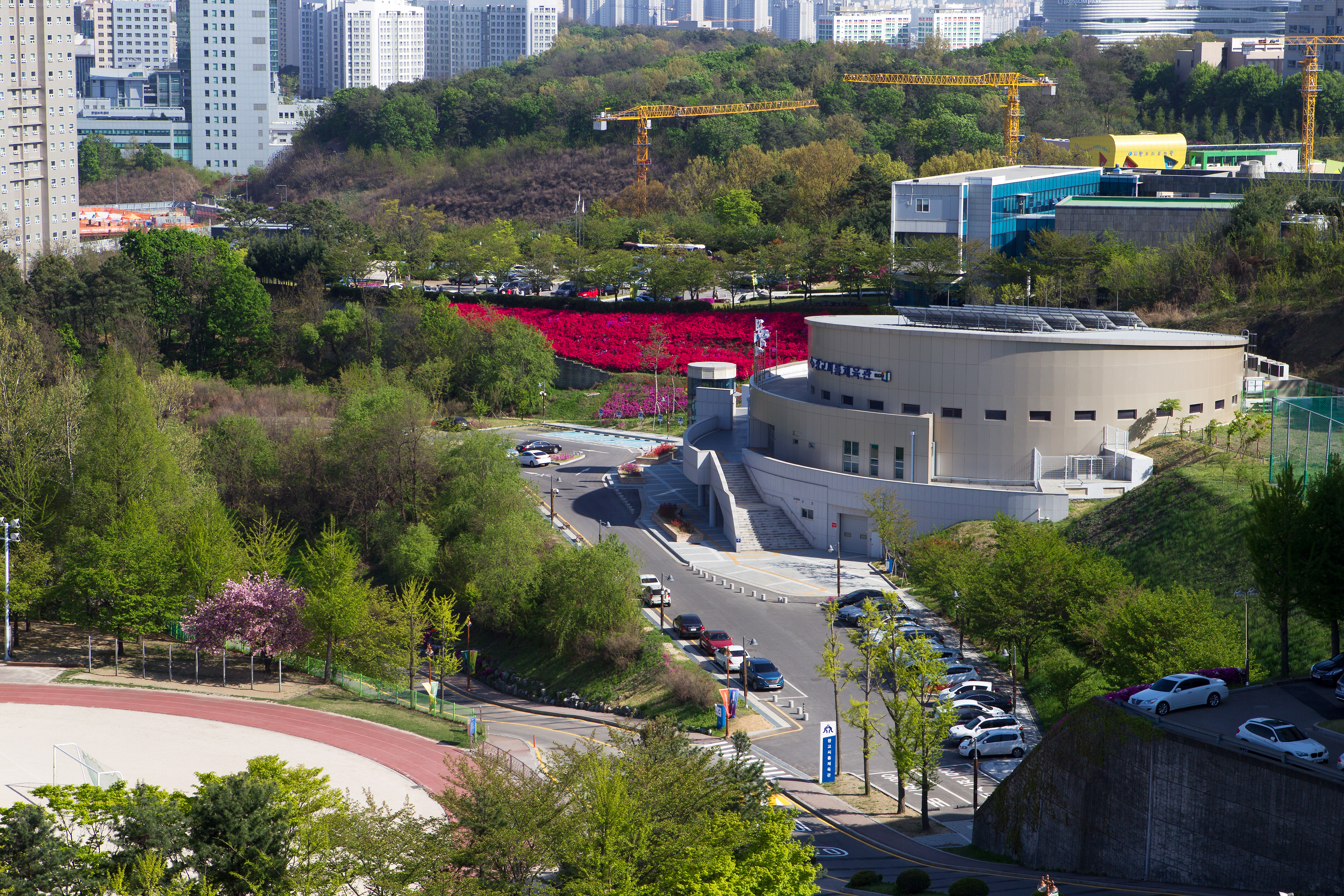
광교씨름체육관
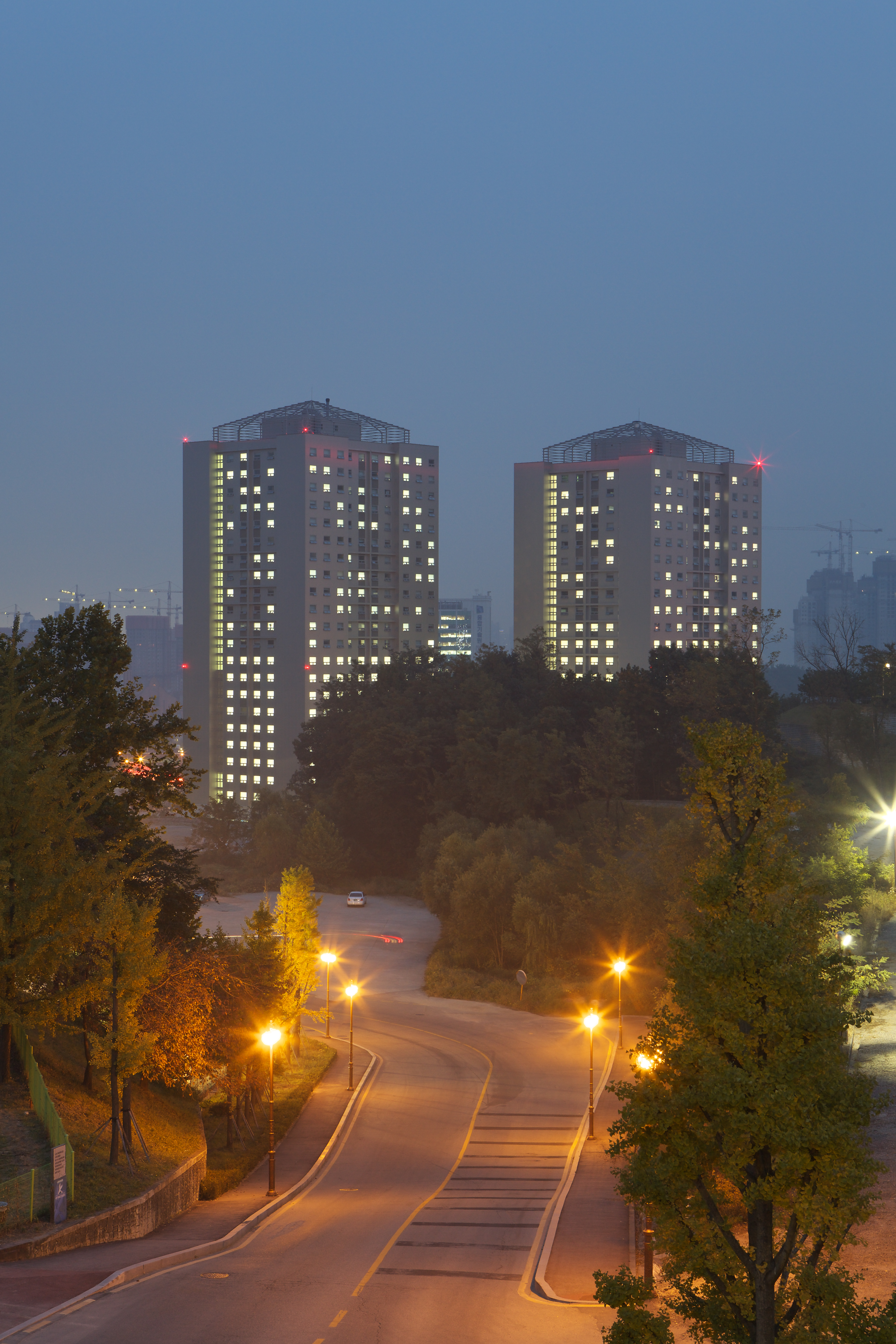
경기드림타워 야경